# Liste der olympischen Medaillengewinner aus Ungarn

## Medaillenbilanz
Im ewigen Medaillenspiegel platziert sich Ungarn mit 189 Gold-, 163 Silber- und 188 Bronzemedaillen auf Platz 12. Hauptsächlich gewann das Land diese Medaillen bei Olympischen Sommerspielen (187/161/182), bei den Olympischen Winterspielen gewann Ungarn nur 2 × Gold, 2 × Silber und 6 × Bronze.
| Ungarn bei den Olympischen Sommerspielen                                               | Ungarn bei den Olympischen Sommerspielen | Ungarn bei den Olympischen Sommerspielen | Ungarn bei den Olympischen Sommerspielen | Ungarn bei den Olympischen Sommerspielen | Ungarn bei den Olympischen Sommerspielen |      | Ungarn bei den Olympischen Winterspielen | Ungarn bei den Olympischen Winterspielen | Ungarn bei den Olympischen Winterspielen | Ungarn bei den Olympischen Winterspielen | Ungarn bei den Olympischen Winterspielen | Ungarn bei den Olympischen Winterspielen |
| Jahr                                                                                   | Gold                                     | Silber                                   | Bronze                                   | Gesamt                                   | Rang                                     | Jahr | Gold                                     | Silber                                   | Bronze                                   | Gesamt                                   | Rang                                     |                                          |
| 1896                                                                                   | 2                                        | 1                                        | 3                                        | 6                                        | 6                                        |      |                                          |                                          |                                          |                                          |                                          |                                          |
| 1900                                                                                   | 1                                        | 2                                        | 2                                        | 5                                        | 11                                       |      |                                          |                                          |                                          |                                          |                                          |                                          |
| 1904                                                                                   | 2                                        | 1                                        | 1                                        | 4                                        | 5                                        |      |                                          |                                          |                                          |                                          |                                          |                                          |
| 1908                                                                                   | 3                                        | 4                                        | 2                                        | 9                                        | 6                                        |      |                                          |                                          |                                          |                                          |                                          |                                          |
| 1912                                                                                   | 3                                        | 2                                        | 3                                        | 8                                        | 9                                        |      |                                          |                                          |                                          |                                          |                                          |                                          |
| 1924                                                                                   | 2                                        | 3                                        | 4                                        | 9                                        | 13                                       |      | 1924                                     | 0                                        | 0                                        | 0                                        | 0                                        |                                          |
| 1928                                                                                   | 4                                        | 5                                        | 0                                        | 9                                        | 9                                        |      | 1928                                     | 0                                        | 0                                        | 0                                        | 0                                        |                                          |
| 1932                                                                                   | 6                                        | 4                                        | 5                                        | 15                                       | 6                                        |      | 1932                                     | 0                                        | 0                                        | 1                                        | 1                                        | 10                                       |
| 1936                                                                                   | 10                                       | 1                                        | 5                                        | 16                                       | 3                                        |      | 1936                                     | 0                                        | 0                                        | 1                                        | 1                                        | 10                                       |
| 1948                                                                                   | 10                                       | 5                                        | 12                                       | 27                                       | 4                                        |      | 1948                                     | 0                                        | 1                                        | 0                                        | 1                                        | 11                                       |
| 1952                                                                                   | 16                                       | 10                                       | 16                                       | 42                                       | 3                                        |      | 1952                                     | 0                                        | 0                                        | 1                                        | 1                                        | 12                                       |
| 1956                                                                                   | 9                                        | 10                                       | 7                                        | 26                                       | 4                                        |      | 1956                                     | 0                                        | 0                                        | 1                                        | 1                                        | 12                                       |
| 1960                                                                                   | 6                                        | 8                                        | 7                                        | 21                                       | 7                                        |      | 1960                                     | 0                                        | 0                                        | 0                                        | 0                                        |                                          |
| 1964                                                                                   | 10                                       | 7                                        | 5                                        | 22                                       | 6                                        |      | 1964                                     | 0                                        | 0                                        | 0                                        | 0                                        |                                          |
| 1968                                                                                   | 10                                       | 10                                       | 12                                       | 32                                       | 4                                        |      | 1968                                     | 0                                        | 0                                        | 0                                        | 0                                        |                                          |
| 1972                                                                                   | 6                                        | 13                                       | 16                                       | 35                                       | 8                                        |      | 1972                                     | 0                                        | 0                                        | 0                                        | 0                                        |                                          |
| 1976                                                                                   | 4                                        | 5                                        | 13                                       | 22                                       | 10                                       |      | 1976                                     | 0                                        | 0                                        | 0                                        | 0                                        |                                          |
| 1980                                                                                   | 7                                        | 10                                       | 15                                       | 32                                       | 6                                        |      | 1980                                     | 0                                        | 1                                        | 0                                        | 1                                        | 15                                       |
| 1984                                                                                   | –                                        | –                                        | –                                        | –                                        | –                                        |      | 1984                                     | 0                                        | 0                                        | 0                                        | 0                                        |                                          |
| 1988                                                                                   | 11                                       | 6                                        | 6                                        | 23                                       | 6                                        |      | 1988                                     | 0                                        | 0                                        | 0                                        | 0                                        |                                          |
| 1992                                                                                   | 11                                       | 12                                       | 7                                        | 30                                       | 8                                        |      | 1992                                     | 0                                        | 0                                        | 0                                        | 0                                        |                                          |
| 1996                                                                                   | 7                                        | 4                                        | 10                                       | 21                                       | 12                                       |      | 1994                                     | 0                                        | 0                                        | 0                                        | 0                                        |                                          |
| 2000                                                                                   | 8                                        | 6                                        | 3                                        | 17                                       | 13                                       |      | 1998                                     | 0                                        | 0                                        | 0                                        | 0                                        |                                          |
| 2004                                                                                   | 8                                        | 6                                        | 3                                        | 17                                       | 12                                       |      | 2002                                     | 0                                        | 0                                        | 0                                        | 0                                        |                                          |
| 2008                                                                                   | 3                                        | 5                                        | 2                                        | 10                                       | 21                                       |      | 2006                                     | 0                                        | 0                                        | 0                                        | 0                                        |                                          |
| 2012                                                                                   | 8                                        | 4                                        | 6                                        | 18                                       | 10                                       |      | 2010                                     | 0                                        | 0                                        | 0                                        | 0                                        |                                          |
| 2016                                                                                   | 8                                        | 3                                        | 4                                        | 15                                       | 12                                       |      | 2014                                     | 0                                        | 0                                        | 0                                        | 0                                        |                                          |
| 2020                                                                                   | 6                                        | 7                                        | 7                                        | 20                                       | 15                                       |      | 2018                                     | 1                                        | 0                                        | 0                                        | 1                                        | 21                                       |
| 2024                                                                                   | 6                                        | 7                                        | 6                                        | 19                                       | 14                                       |      | 2022                                     | 1                                        | 0                                        | 2                                        | 3                                        | 20                                       |
| Gesamt                                                                                 | 187                                      | 161                                      | 182                                      | 530                                      |                                          |      | Gesamt                                   | 2                                        | 2                                        | 6                                        | 10                                       |                                          |
| \| \| Gold \| Silber \| Bronze \| Gesamt \| \| Ges. S+W \| 189 \| 163 \| 188 \| 540 \| |                                          |                                          |                                          |                                          |                                          |      |                                          |                                          |                                          |                                          |                                          |                                          |
|                                                                                        | Gold                                     | Silber                                   | Bronze                                   | Gesamt                                   |                                          |      |                                          |                                          |                                          |                                          |                                          |                                          |
| Ges. S+W                                                                               | 189                                      | 163                                      | 188                                      | 540                                      |                                          |      |                                          |                                          |                                          |                                          |                                          |                                          |

## Medaillengewinner

### A
- Oszkár Abay-Nemes, Schwimmen (0-0-1)
Berlin 1936: Bronze, 4 × 200 m Freistil Herren
- Péter Abay, Fechten (0-1-0)
Barcelona 1992: Silber, Säbel Mannschaft Herren
- Attila Ábrahám, Kanu (1-1-1)
Seoul 1988: Silber, Zweier-Kajak 500 m Herren
Seoul 1988: Gold, Vierer-Kajak Herren
Barcelona 1992: Silber, Vierer-Kajak Herren
- Attila Adrovicz, Kanu (0-1-0)
Atlanta 1996: Silber, Vierer-Kajak Herren
- Flórián Albert, Fußball (0-0-1)
Rom 1960: Bronze, Herren
- Miklós Ambrus, Wasserball (1-0-0)
Tokio 1964: Gold, Herren
- Tibor Andrásfi, Fechten (1-0-0)
Paris 2024: Gold, Degen Mannschaft Herren
- Dániel Angyal, Wasserball (0-0-1)
Tokio 2020: Bronze, Herren
- Éva Angyal, Handball (0-0-1)
Montreal 1976: Bronze, Damen
- Róbert Antal, Wasserball (1-0-0)
Helsinki 1952: Gold, Herren
- Lajos Aradi, Turnen (0-1-0)
Stockholm 1912: Silber, Mehrkampf Mannschaft Herren

### B
- Péter Baczakó, Gewichtheben (1-0-1)
Montreal 1976: Bronze, Leichtschwergewicht Herren
Moskau 1980: Gold, Mittelschwergewicht Herren
- Raymund Badó, Ringen (0-0-1)
Paris 1924: Bronze, gr.-röm. Schwergewicht Herren
- Károly Bajkó, Ringen (0-0-1)
Mexiko-Stadt 1968: Bronze, gr.-röm. Weltergewicht Herren
- Pál Bakó, Moderner Fünfkampf (0-1-0)
München 1972: Silber, Mannschaft Herren
- Zoltán Bakó, Kanu (0-0-1)
Montreal 1976: Bronze, Zweier-Kajak 1000 m Herren
- Péter Bakonyi, Fechten (0-0-2)
Mexiko-Stadt 1968: Bronze, Säbel Mannschaft Herren
- Károly Bakos, Gewichtheben (0-0-1)
Mexiko-Stadt 1968: Bronze, Mittelgewicht Herren
- Erzsébet Balázs, Turnen (0-1-0)
London 1948: Silber, Mehrkampf Mannschaft Damen
- András Balczó, Moderner Fünfkampf (3-2-0)
Rom 1960: Gold, Mannschaft Herren
Mexiko-Stadt 1968: Gold, Mannschaft Herren
Mexiko-Stadt 1968: Silber, Einzel Herren
München 1972: Gold, Einzel Herren
München 1972: Silber, Mannschaft Herren
- László Bálint, Fußball (0-1-0)
München 1972: Silber, Herren
- József Balla, Ringen (0-2-0)
Montreal 1976: Silber, Freistil Superschwergewicht Herren
Moskau 1980: Silber, Freistil Superschwergewicht Herren
- Ambrus Balogh, Schießen (0-0-1)
Helsinki 1952: Bronze, Freie Pistole Herren
- Beatrix Balogh, Handball (0-1-0)
Sydney 2000: Silber, Damen
- Gábor Balogh, Moderner Fünfkampf (0-1-0)
Sydney 2000: Silber, Einzel Herren
- Lajos Balthazár, Fechten (0-1-0)
Melbourne 1956: Silber, Degen Mannschaft Herren
- István Bárány, Schwimmen (0-1-1)
Amsterdam 1928: Silber, 100 m Freistil Herren
Los Angeles 1932: Bronze, 4 × 200 m Freistil Herren
- László Baranyai, Turnen (0-0-1)
London 1948: Bronze, Mehrkampf Mannschaft Herren
- Árpád Bárány, Fechten (1-0-0)
Tokio 1964: Gold, Degen Mannschaft Herren
- Sándor Bárdosi, Ringen (0-1-0)
Sydney 2000: Silber, gr.-röm. Mittelgewicht Herren
- István Barta, Wasserball (1-1-0)
Amsterdam 1928: Silber, Herren
Los Angeles 1932: Gold, Herren
- Krisztián Bártfai, Kanu (0-0-1)
Sydney 2000: Bronze, Zweier-Kajak 1000 m Herren
- Károly Bartha, Schwimmen (0-0-1)
Paris 1924: Bronze, 100 m Rücken Herren
- István Básti, Fußball (1-1-0)
Mexiko-Stadt 1968: Gold, Herren
München 1972: Silber, Herren
- Rudolf Bauer, Leichtathletik (1-0-0)
Paris 1900: Gold, Diskuswurf Herren
- Ilona Békési, Turnen (0-0-1)
München 1972: Bronze, Mehrkampf Mannschaft Damen
- Béla Békessy, Fechten (0-1-0)
Stockholm 1912: Silber, Säbel Einzel Herren
- Ferenc Bene, Fußball (1-0-0)
Tokio 1964: Gold, Herren
- Gábor Benedek, Moderner Fünfkampf (1-1-0)
Helsinki 1952: Gold, Mannschaft Herren
Helsinki 1952: Silber, Einzel Herren
- János Benedek, Gewichtheben (0-0-1)
München 1972: Bronze, Federgewicht Herren
- Tibor Benedek, Wasserball (3-0-0)
Sydney 2000: Gold, Herren
Athen 2004: Gold, Herren
Peking 2008: Gold, Herren
- Tibor Berczelly, Fechten (3-0-2)
Berlin 1936: Gold, Säbel Mannschaft Herren
London 1948: Gold, Säbel Mannschaft Herren
Helsinki 1952: Bronze, Florett Mannschaft Herren
Helsinki 1952: Gold, Säbel Mannschaft Herren
Helsinki 1952: Bronze, Säbel Einzel Herren
- Zsombor Berecz, Segeln (0-1-0)
Tokio 2020: Silber, Finn Dinghy Herren
- Zoltán Béres, Boxen (0-0-1)
Barcelona 1992: Bronze, Halbschwergewicht Herren
- József Berkes, Turnen (0-1-0)
Stockholm 1912: Silber, Mehrkampf Mannschaft Herren
- Krisztián Berki, Turnen (1-0-0)
London 2012: Gold, Seitpferd Herren
- László Berti, Fechten (1-1-1)
Stockholm 1912: Gold, Säbel Mannschaft Herren
Paris 1924: Bronze, Florett Mannschaft Herren
Paris 1924: Silber, Säbel Mannschaft Herren
- Barnabás Berzsenyi, Fechten (0-1-0)
Melbourne 1956: Silber, Degen Mannschaft Herren
- Mária Berzsenyi, Handball (0-0-1)
Montreal 1976: Bronze, Damen
- Ralph Berzsenyi, Schießen (0-1-0)
Berlin 1936: Silber, Kleinkaliber liegend Herren
- Dávid Betlehem, Schwimmen 0-0-1)
Paris 2024: Bronze, 10 km Freiwasser Herren
- Péter Biros, Wasserball (3-0-0)
Sydney 2000: Gold, Herren
Athen 2004: Gold, Herren
Peking 2008: Gold, Herren
- Gyula Bóbis, Ringen (1-0-0)
London 1948: Gold, Freistil Schwergewicht Herren
- Ildikó Bóbis, Fechten (0-3-1)
Mexiko-Stadt 1968: Silber, Florett Mannschaft Damen
München 1972: Silber, Florett Mannschaft Damen
München 1972: Silber, Florett Einzel Damen
Montreal 1976: Bronze, Florett Mannschaft Damen
- Gábor Boczkó, Fechten (0-1-1)
Athen 2004: Silber, Degen Mannschaft Herren
Rio de Janeiro 2016: Bronze, Degen Mannschaft Herren
- András Bodnár, Wasserball (1-1-2)
Rom 1960: Bronze, Herren
Tokio 1964: Gold, Herren
Mexiko-Stadt 1968: Bronze, Herren
München 1972: Silber, Herren
- Andrea Bodó, Turnen (1-2-1)
Helsinki 1952: Silber, Mehrkampf Mannschaft Damen
Helsinki 1952: Bronze, Gruppengymnastik Damen
Melbourne 1956: Gold, Gruppengymnastik Damen
Melbourne 1956: Silber, Mehrkampf Mannschaft Damen
- Dóra Bodonyi, Kanu (1-0-1)
Tokio 2020: Gold, Vierer-Kajak 500 m Damen
Tokio 2020: Bronze, Zweier-Kajak 500 m Damen
- Ödön Bodor, Leichtathletik (0-0-1)
London 1908: Bronze, Olympische Staffel Herren
- Erna Bogen, Fechten (0-0-1)
Los Angeles 1932: Bronze, Florett Einzel Damen
- Antal Bolvári, Wasserball (2-0-0)
Helsinki 1952: Gold, Herren
Melbourne 1956: Gold, Herren
- Zsolt Borkai, Turnen (1-0-0)
Seoul 1988: Gold, Seitpferd Herren
- Ottó Boros, Wasserball (2-0-1)
Melbourne 1956: Gold, Herren
Rom 1960: Bronze, Herren
Tokio 1964: Gold, Herren
- Kinga Bóta, Kanu (0-1-0)
Athen 2004: Silber, Vierer-Kajak 500 m Damen
- András Botos, Boxen (0-0-1)
München 1972: Bronze, Federgewicht Herren
- Mihály Bozsi, Wasserball (1-0-0)
Berlin 1936: Gold, Herren
- József Bozsik, Fußball (1-0-0)
Helsinki 1952: Gold, Herren
- Jenő Brandi, Wasserball (1-1-0)
Berlin 1936: Gold, Herren
London 1948: Silber, Herren
- László Branikovits, Fußball (0-1-0)
München 1972: Silber, Herren
- György Bródy, Wasserball (2-0-0)
Los Angeles 1932: Gold, Herren
Berlin 1936: Gold, Herren
- László Budai, Fußball (1-0-0)
Helsinki 1952: Gold, Herren
- Tamás Buday, Kanu (0-0-2)
Montreal 1976: Bronze, Zweier-Canadier 1000 m Herren
Montreal 1976: Bronze, Zweier-Canadier 500 m Herren
- Ágota Bujdosó, Handball (0-0-1)
Montreal 1976: Bronze, Damen
- Imre Bujdosó, Fechten (1-1-0)
Seoul 1988: Gold, Degen Mannschaft Herren
Barcelona 1992: Silber, Säbel Mannschaft Herren
- Csaba Burjan, Shorttrack (1-0-0)
Pyeongchang 2018: Gold, 5000 m Staffel Herren
- István Busa, Fechten (0-0-1)
Seoul 1988: Bronze, Florett Mannschaft Herren
- Jenő Buzánszky, Fußball (1-0-0)
Helsinki 1952: Gold, Herren

### C
- József Csák, Judo (0-1-0)
Barcelona 1992: Silber, Halbleichtgewicht Herren
- György Csányi, Leichtathletik (0-0-1)
Helsinki 1952: Bronze, 4 × 100 m Herren
- Gábor Csapó, Wasserball (1-0-1)
Montreal 1976: Gold, Herren
Moskau 1980: Bronze, Herren
- Géza Csapó, Kanu (0-1-1)
München 1972: Bronze, Einer-Kajak 1000 m Herren
Montreal 1976: Silber, Einer-Kajak 1000 m Herren
- Ibolya Csák, Leichtathletik (1-0-0)
Berlin 1936: Gold, Hochsprung Damen
- Mónika Császár, Turnen (0-0-1)
München 1972: Bronze, Mehrkampf Mannschaft Damen
- József Csatári, Ringen (0-0-2)
Mexiko-Stadt 1968: Bronze, Freistil Halbschwergewicht Herren
München 1972: Bronze, Freistil Schwergewicht Herren
- László Cseh, Schwimmen (0-4-2)
Athen 2004: Bronze, 400 m Lagen Herren
Peking 2008: Silber, 400 m Lagen Herren
Peking 2008: Silber, 200 m Lagen Herren
Peking 2008: Silber, 200 m Schmetterling Herren
London 2012: Bronze, 200 m Lagen Herren
Rio de Janeiro 2016: Silber, 100 m Schmetterling Herren
- József Csermák, Leichtathletik (1-0-0)
Helsinki 1952: Gold, Hammerwurf Herren
- József Csermely, Rudern (0-1-0)
Mexiko-Stadt 1968: Silber, Vierer ohne Steuermann Herren
- Tibor Csernai, Fußball (1-0-0)
Tokio 1964: Gold, Herren
- Éva Csernoviczki, Judo (0-0-1)
London 2012: Bronze, Superleichtgewicht Damen
- Tibor Cservenyák, Wasserball (1-1-0)
München 1972: Silber, Herren
Montreal 1976: Gold, Herren
- Ferenc Csik, Schwimmen (1-0-1)
Berlin 1936: Gold, 100 m Freistil Herren
Berlin 1936: Bronze, 4 × 200 m Freistil Herren
- Klára Csík, Handball (0-0-1)
Montreal 1976: Bronze, Damen
- Tibor Csík, Boxen (1-0-0)
London 1948: Gold, Bantamgewicht Herren
- Margit Csillik, Turnen (0-0-1)
Berlin 1936: Bronze, Mehrkampf Mannschaft Damen
- Ferenc Csipes, Kanu (1-2-1)
Seoul 1988: Bronze, Zweier-Kajak 500 m Herren
Seoul 1988: Gold, Vierer-Kajak Herren
Barcelona 1992: Silber, Vierer-Kajak Herren
Atlanta 1996: Silber, Vierer-Kajak Herren
- Tamara Csipes, Kanu (2-3-1)
Rio de Janeiro 2016: Gold, Vierer-Kajak 500 m Frauen
Tokio 2020: Gold, Vierer-Kajak 500 m Damen
Tokio 2020: Silber, Einer-Kajak 500 m Damen
Paris 2024: Silber, Einer-Kajak 500 m Damen
Paris 2024: Silber, Zweier-Kajak 500 m Damen
Paris 2024: Bronze, Vierer-Kajak 500 m Damen
- István Csizmadia, Kanu (0-0-1)
Mexiko-Stadt 1968: Bronze, Vierer-Kajak 1000 m Herren
- Imre Csösz, Judo (0-0-1)
Barcelona 1992: Bronze, Schwergewicht Herren
- Szilveszter Csollány, Turnen (1-1-0)
Atlanta 1996: Bronze, Ringe Herren
Sydney 2000: Gold, Ringe Herren
- László Csongrádi, Fechten (1-0-0)
Seoul 1988: Gold, Degen Mannschaft Herren
- Lajos Csordás, Fußball (1-0-0)
Helsinki 1952: Gold, Herren
- Oszkár Csuvik, Wasserball (0-1-0)
London 1948: Silber, Herren
- Attila Czene, Schwimmen (1-0-1)
Barcelona 1992: Bronze, 200 m Lagen Herren
Atlanta 1996: Gold, 200 m Lagen Herren
- Zoltán Czibor, Fußball (1-0-0)
Helsinki 1952: Gold, Herren
- Kinga Czigány, Kanu (1-0-0)
Barcelona 1992: Gold, Vierer-Kajak Damen

### D
- Jenő Dalnoki, Fußball (1-0-1)
Helsinki 1952: Gold, Herren
Rom 1960: Bronze, Herren
- Nándor Dáni, Leichtathletik (0-1-0)
Athen 1896: Silber, 800 m Herren
- Tamás Darnyi, Schwimmen (4-0-0)
Seoul 1988: Gold, 200 m Lagen Herren
Seoul 1988: Gold, 400 m Lagen Herren
Barcelona 1992: Gold, 200 m Lagen Herren
Barcelona 1992: Gold, 400 m Lagen Herren
- Tamás Decsi, Fechten (0-0-1)
Tokio 2020: Bronze, Säbel Mannschaft Herren
- Rita Deli, Handball (0-1-0)
Sydney 2000: Silber, Damen
- Gábor Delneky, Fechten (1-0-0)
Rom 1960: Gold, Säbel Mannschaft Herren
- József Deme, Kanu (0-1-0)
München 1972: Silber, Zweier-Kajak 1000 m Herren
- Szabólcs Detre, Segeln (0-0-1)
Moskau 1980: Bronze, Flying Dutchman Herren
- Zsolt Detre, Segeln (0-0-1)
Moskau 1980: Bronze, Flying Dutchman Herren
- Lídia Dömölky-Sákovics, Fechten (1-2-0)

Mexiko-Stadt 1968: Silber, Florett Mannschaft Damen
- Zoltán Dömötör, Wasserball (1-0-2)
Rom 1960: Bronze, Herren
Tokio 1964: Gold, Herren
Mexiko-Stadt 1968: Bronze, Herren
- Rudolf Dombi, Kanu (1-0-0)
London 2012: Gold, Zweier-Kajak 1000 m Herren
- Ferenc Donáth, Turnen (0-0-1)
Moskau 1980: Bronze, Mehrkampf Mannschaft Herren
- Éva Dónusz, Kanu (1-0-1)
Barcelona 1992: Gold, Vierer-Kajak Damen
Barcelona 1992: Bronze, Zweier-Kajak Damen
- Anikó Ducza-Jánosi, Turnen (0-0-1)
Tokio 1964: Bronze, Boden Damen
- Zoltán Dudás, Fußball (0-0-1)
Rom 1960: Bronze, Herren
- Antal Dunai, Fußball (1-1-0)
Mexiko-Stadt 1968: Gold, Herren
München 1972: Silber, Herren
- Ede Dunai, Fußball (0-1-0)
München 1972: Silber, Herren
- János Dunai, Fußball (1-0-1)
Rom 1960: Bronze, Herren
Tokio 1964: Gold, Herren
- Lajos Dunai, Fußball (1-0-0)
Mexiko-Stadt 1968: Gold, Herren

### E
- Krisztina Egerszegi, Schwimmen (5-1-1)
Seoul 1988: Gold, 200 m Rücken Damen
Seoul 1988: Silber, 100 m Rücken Damen
Barcelona 1992: Gold, 200 m Rücken Damen
Barcelona 1992: Gold, 100 m Rücken Damen
Barcelona 1992: Gold, 400 m Lagen Damen
Atlanta 1996: Gold, 200 m Rücken Damen
Atlanta 1996: Bronze, 400 m Lagen Damen
- Márta Egervári, Turnen (0-0-1)
Montreal 1976: Bronze, Stufenbarren Damen
- Vilma Egresi, Kanu (0-0-1)
Rom 1960: Gold, Zweier-Kajak 500 m Damen
- Ilona Elek, Fechten (2-1-0)
Berlin 1936: Gold, Florett Einzel Damen
London 1948: Gold, Florett Einzel Damen
Helsinki 1952: Silber, Florett Einzel Damen
- István Énekes, Boxen (1-0-0)
Los Angeles 1932: Gold, Fliegengewicht Herren
- Zsolt Erdei, Boxen (0-0-1)
Sydney 2000: Bronze, Mittelgewicht Herren
- Balázs Erdélyi, Wasserball (0-0-1)
Tokio 2020: Bronze, Herren
- Imre Erdődy, Turnen (0-1-0)
Stockholm 1912: Silber, Mehrkampf Mannschaft Herren
- Éva Erdős, Handball (0-0-1)
Atlanta 1996: Bronze, Damen
- Sándor Erdős, Fechten (1-0-0)
München 1972: Gold, Degen Mannschaft Herren
- Zsolt Érsek, Fechten (0-0-1)
Seoul 1988: Bronze, Florett Mannschaft Herren

### F
- Dezső Fábián, Wasserball (1-1-0)
London 1948: Silber, Herren
Helsinki 1952: Gold, Herren
- László Fábián, Kanu (1-0-0)
Melbourne 1956: Gold, Zweier-Kajak 10.000 m Herren
- László Fábián, Moderner Fünfkampf (1-0-0)
Seoul 1988: Gold, Mannschaft Herren
- Lajos Faragó, Fußball (0-0-1)
Rom 1960: Bronze, Herren
- Tamás Faragó, Wasserball (1-1-1)
München 1972: Silber, Herren
Montreal 1976: Gold, Herren
Moskau 1980: Bronze, Herren
- Ágnes Farkas, Handball (0-1-0)
Sydney 2000: Silber, Damen
- Andrea Farkas, Handball (0-1-1)
Atlanta 1996: Bronze, Damen
Sydney 2000: Silber, Damen
- Imre Farkas, Kanu (0-0-2)
Melbourne 1956: Bronze, Zweier-Canadier 10.000 m Herren
Rom 1960: Gold, Zweier-Canadier 1000 m Herren
- János Farkas, Fußball (1-0-0)
Tokio 1964: Gold, Herren
- Péter Farkas, Ringen (1-0-0)
Barcelona 1992: Gold, gr.-röm. Mittelgewicht Herren
- Károly Fatér, Fußball (1-0-0)
Mexiko-Stadt 1968: Gold, Herren
- Krisztina Fazekas, Kanu (2-0-0)
London 2012: Gold, Vierer-Kajak 500 m Damen
Rio de Janeiro 2016: Gold, Vierer-Kajak 500 m Frauen
- László Fazekas, Fußball (1-0-0)
Mexiko-Stadt 1968: Gold, Herren
- Anna Fehér, Turnen (0-1-0)
London 1948: Silber, Mehrkampf Mannschaft Damen
- József Fekete, Turnen (0-0-1)
London 1948: Bronze, Mehrkampf Mannschaft Herren
- László Felkai, Wasserball (1-0-2)
Rom 1960: Bronze, Herren
Tokio 1964: Gold, Herren
Mexiko-Stadt 1968: Bronze, Herren
- Csaba Fenyvesi, Fechten (3-0-0)
Mexiko-Stadt 1968: Gold, Degen Mannschaft Herren
München 1972: Gold, Degen Einzel Herren
München 1972: Gold, Degen Mannschaft Herren
- Károly Ferencz, Ringen (0-0-1)
London 1948: Bronze, gr.-röm. Leichtgewicht Herren
- Attila Feri, Gewichtheben (0-0-1)
Atlanta 1996: Bronze, Leichtgewicht Herren
- László Fidel, Kanu (0-1-0)
Barcelona 1992: Silber, Vierer-Kajak Herren
- Rajmund Fodor, Wasserball (2-0-0)
Sydney 2000: Gold, Herren
Athen 2004: Gold, Herren
- Zoltán Fodor, Ringen (0-1-0)
Peking 2008: Silber, gr.-röm. Mittelgewicht Herren
- Sára Fojt, Kanu (0-0-2)
Paris 2024: Bronze, Zweier-Kajak 500 m Damen
Paris 2024: Bronze, Vierer-Kajak 500 m Damen
- Dezsö Földes, Fechten (2-0-0)
London 1908: Gold, Säbel Mannschaft Herren
Stockholm 1912: Gold, Säbel Mannschaft Herren
- Imre Földi, Gewichtheben (1-2-0)
Tokio 1964: Silber, Bantamgewicht Herren
Mexiko-Stadt 1968: Silber, Bantamgewicht Herren
München 1972: Gold, Bantamgewicht Herren
- Ödön Földessy, Leichtathletik (0-0-1)
Helsinki 1952: Bronze, Weitsprung Herren
- László Foltán, Kanu (1-0-0)
Moskau 1980: Gold,Zweier-Canadier 500 m Herren
- Samu Fóti, Turnen (0-1-0)
Stockholm 1912: Silber, Mehrkampf Mannschaft Herren
- Oszkár Frey, Kanu (0-0-2)
Montreal 1976: Bronze, Zweier-Canadier 1000 m Herren
Montreal 1976: Bronze, Zweier-Canadier 500 m Herren
- Klára Fried-Bánfalvi, Kanu (0-0-1)
Rom 1960: Gold, Zweier-Kajak 500 m Damen
- Jenő Fuchs, Fechten (4-0-0)
London 1908: Gold, Säbel Einzel Herren
London 1908: Gold, Säbel Mannschaft Herren
Stockholm 1912: Gold, Säbel Einzel Herren
Stockholm 1912: Gold, Säbel Mannschaft Herren
- Mihály Fülöp, Fechten (0-0-1)
Melbourne 1956: Bronze, Florett Mannschaft Herren

### G
- Tamás Gábor, Fechten (1-0-0)
Tokio 1964: Gold, Degen Mannschaft Herren
- Edina Gangl, Wasserball (0-0-1)
Tokio 2020: Bronze, Damen
- János Garay, Fechten (1-1-1)
Paris 1924: Silber, Säbel Mannschaft Herren
Paris 1924: Bronze, Säbel Einzel Herren
Amsterdam 1928: Gold, Säbel Mannschaft Herren
- Krisztina Garda, Wasserball (0-0-1)
Tokio 2020: Bronze, Damen
- Róbert Gátai, Fechten (0-0-1)
Seoul 1988: Bronze, Florett Mannschaft Herren
- Alida Dóra Gazsó, Kanu (0-1-1)
Paris 2024: Silber, Zweier-Kajak 500 m Damen
Paris 2024: Bronze, Vierer-Kajak 500 m Damen
- Erika Géczi, Kanu (0-1-0)
Seoul 1988: Silber, Vierer-Kajak Damen
- István Géczi, Fußball (0-1-0)
München 1972: Silber, Herren
- György Gedó, Boxen (1-0-0)
München 1972: Gold, Halbfliegengewicht Herren
- Imre Gedővári, Fechten (1-0-2)
Moskau 1980: Bronze, Säbel Mannschaft Herren
Moskau 1980: Bronze, Säbel Einzel Herren
Seoul 1988: Gold, Degen Mannschaft Herren
- József Gelei, Fußball (1-0-0)
Tokio 1964: Gold, Herren
- Imre Gellért, Turnen (0-1-0)
Stockholm 1912: Silber, Mehrkampf Mannschaft Herren
- Csanád Gémesi, Fechten (0-1-1)
Tokio 2020: Bronze, Säbel Mannschaft Herren
Paris 2024: Silber, Säbel Mannschaft Herren
- Oszkár Gerde, Fechten (2-0-0)
London 1908: Gold, Säbel Mannschaft Herren
Stockholm 1912: Gold, Säbel Mannschaft Herren
- György Gerendás, Wasserball (1-0-1)
Montreal 1976: Gold, Herren
Moskau 1980: Bronze, Herren
- Aladár Gerevich, Fechten (7-1-2)
Los Angeles 1932: Gold, Säbel Mannschaft Herren
Berlin 1936: Gold, Säbel Mannschaft Herren
Berlin 1936: Bronze, Säbel Einzel Herren
London 1948: Gold, Säbel Mannschaft Herren
London 1948: Gold, Säbel Einzel Herren
Helsinki 1952: Bronze, Florett Mannschaft Herren
Helsinki 1952: Gold, Säbel Mannschaft Herren
Helsinki 1952: Silber, Säbel Einzel Herren
Melbourne 1956: Gold, Säbel Mannschaft Herren
Rom 1960: Gold, Säbel Mannschaft Herren
- Pál Gerevich, Fechten (0-0-2)
München 1972: Bronze, Säbel Mannschaft Herren
Moskau 1980: Bronze, Säbel Mannschaft Herren
- István Gergely, Wasserball (2-0-0)
Athen 2004: Gold, Herren
Peking 2008: Gold, Herren
- Csaba Giczy, Kanu (0-1-1)
Mexiko-Stadt 1968: Silber, Zweier-Kajak 1000 m Herren
Mexiko-Stadt 1968: Bronze, Vierer-Kajak 1000 m Herren
- Gyula Glykais, Fechten (2-0-0)
Amsterdam 1928: Gold, Säbel Mannschaft Herren
Los Angeles 1932: Gold, Säbel Mannschaft Herren
- Lajos Gönczy, Leichtathletik (0-0-1)
Paris 1900: Bronze, Hochsprung Herren
- István Görgényi, Wasserball (0-1-0)
München 1972: Silber, Herren
- János Göröcs, Fußball (0-0-1)
Rom 1960: Bronze, Herren
- Béla Goldoványi, Leichtathletik (0-0-1)
Helsinki 1952: Bronze, 4 × 100 m Herren
- Sándor Gombos, Fechten (1-0-0)
Amsterdam 1928: Gold, Säbel Mannschaft Herren
- Ödön Gróf, Schwimmen (0-0-1)
Berlin 1936:Bronze,4 × 200 m Freistil Herren
- Gyula Grosics, Fußball (1-0-0)
Helsinki 1952: Gold, Herren
- György Guczoghy, Turnen (0-0-1)
Moskau 1980: Bronze,Mehrkampf Mannschaft Herren
- Mária Gulácsy, Fechten (0-1-0)
Mexiko-Stadt 1968: Silber, Florett Mannschaft Damen
- Erzsébet Gulyás-Köteles, Turnen (1-3-1)
London 1948: Silber, Mehrkampf Mannschaft Damen
Helsinki 1952: Bronze, Gruppengymnastik Damen
Helsinki 1952: Silber, Mehrkampf Mannschaft Damen
Melbourne 1956: Gold, Gruppengymnastik Damen
Melbourne 1956: Silber, Mehrkampf Mannschaft Damen
- Michelle Gulyás, Moderner Fünfkampf (1-0-0)
Paris 2024: Gold, Damen
- György Gurics, Ringen (0-0-1)
Helsinki 1952: Bronze, Freistil Mittelgewicht Herren
- Gréta Gurisatti, Wasserball (0-0-1)
Tokio 2020: Bronze, Damen
- József Gurovits, Kanu (0-0-1)
Helsinki 1952: Bronze, Zweier-Kajak 10.000 m Herren
- Károly Güttler, Schwimmen (0-2-0)
Seoul 1988: Silber, 100 m Brust Herren
Atlanta 1996: Silber, 200 m Brust Herren
- Andrea Gyarmati, Schwimmen (0-1-1)
München 1972: Silber, 100 m Rücken Damen
München 1972: Bronze, 100 m Schmetterling Damen
- Dezső Gyarmati, Wasserball (3-1-1)
London 1948: Silber, Herren
Helsinki 1952: Gold, Herren
Melbourne 1956: Gold, Herren
Rom 1960: Bronze, Herren
Tokio 1964: Gold, Herren
- Olga Gyarmati, Leichtathletik (1-0-0)
London 1948: Gold, Weitsprung Damen
- Valéria Gyenge, Schwimmen (1-0-0)
Helsinki 1952: Silber, 400 m Freistil Damen
- Anikó Gyöngyössy, Wasserball (0-0-1)
Tokio 2020: Bronze, Damen
- Endre Győrfi, Wasserball (0-1-0)
London 1948: Silber, Herren
- Beatrix Tóth-Győri, Handball (0-0-1)
Barcelona 1996: Bronze, Damen
- Zsolt Gyulay, Kanu (2-2-0)
Seoul 1988: Gold, Einer-Kajak 500 m Herren
Seoul 1988: Gold, Vierer-Kajak Herren
Barcelona 1992: Silber, Einer-Kajak 500 m Herren
Barcelona 1992: Silber, Vierer-Kajak Herren
- József Gyuricza, Fechten (0-0-1)
Melbourne 1956: Bronze, Florett Mannschaft Herren
- Dániel Gyurta, Schwimmen (1-1-0)
Athen 2004: Silber, 200 m Brust Herren
London 2012: Gold, 200 m Brust Herren

### H
- Alfréd Hajós, Schwimmen (2-0-0)
Athen 1896: Gold, 100 m Freistil Herren
Athen 1896: Gold, 1200 m Freistil Herren
- Bertalan Hajtós, Judo (0-1-0)
Barcelona 1992: Silber, Leichtgewicht Herren
- Olivér Halassy, Wasserball (2-1-0)
Amsterdam 1928: Silber, Herren
Los Angeles 1932: Gold, Herren
Berlin 1936: Gold, Herren
- Gyula Halasy, Schießen (1-0-0)
Paris 1924: Gold, Trap Herren
- Bence Halász, Leichtathletik (0-1-0)
Paris 2024: Silber, Hammerwurf Herren
- Győző Halmos, Turnen (0-1-0)
Stockholm 1912: Silber, Mehrkampf Mannschaft Herren
- Ferenc Hammang, Fechten (0-0-1)
Moskau 1980: Bronze, Säbel Mannschaft Herren
- László Hammerl, Schießen (1-1-1)
Tokio 1964: Bronze, Kleinkaliber Dreistellungskampf Herren
Tokio 1964: Gold, Kleinkaliber liegend Herren
Mexiko-Stadt 1968: Silber, Kleinkaliber liegend Herren
- Jenő Hámori, Fechten (1-0-0)
Melbourne 1956: Gold, Säbel Mannschaft Herren
- Balázs Hárai, Wasserball (0-0-1)
Tokio 2020: Bronze, Herren
- Imre Harangi, Boxen (1-0-0)
Berlin 1936: Gold, Leichtgewicht Herren
- András Hargitay, Schwimmen (0-0-1)
München 1972: Bronze, 400 m Lagen Herren
- Gábor Hárspataki, Karate (0-0-1)
Tokio 2020: Bronze, Kumite bis 75 kg Herren
- István Hasznos, Wasserball (1-0-0)
Helsinki 1952: Gold, Herren
- Ferenc Hatlaczky, Kanu (0-1-0)
Melbourne 1956: Silber, Einer-Kajak 10.000 m Herren
- Gábor Hatos, Ringen (0-0-1)
London 2012: Bronze, Freistil bis 74 kg Herren
- Károly Hauszler, Wasserball (0-0-1)
Moskau 1980: Bronze, Herren
- Kálmán Hazai, Wasserball (1-0-0)
Berlin 1936: Gold, Herren
- Csaba Hegedűs, Ringen (1-0-0)
München 1972: Gold, gr.-röm. Mittelgewicht Herren
- Ferenc Hegedűs, Fechten (0-1-0)
Barcelona 1992: Silber, Degen Mannschaft Herren
- Ottó Hellmich, Turnen (0-1-0)
Stockholm 1912: Silber, Mehrkampf Mannschaft Herren
- István Herczeg, Turnen (0-1-0)
Stockholm 1912: Silber, Mehrkampf Mannschaft Herren
- István Hernek, Kanu (0-1-0)
Melbourne 1956: Silber, Einer-Canadier 1000 m Herren
- Mihály Hesz, Kanu (1-1-0)
Tokio 1964: Silber, Einer-Kajak 1000 m Herren
Mexiko-Stadt 1968: Gold, Einer-Kajak 1000 m Herren
- István Hevesi, Wasserball (1-0-1)
Melbourne 1956: Gold, Herren
Rom 1960: Bronze, Herren
- Nándor Hidegkuti, Fußball (1-0-0)
Helsinki 1952: Gold, Herren
- Imre Hódos, Ringen (1-0-0)
Helsinki 1952: Gold, gr.-röm. Bantamgewicht Herren
- Sándor Hódosi, Kanu (1-0-0)
Seoul 1988: Gold, Vierer-Kajak Herren
- Beáta Hoffmann, Handball (0-0-1)
Atlanta 1996: Bronze, Damen
- Sándor Holczreiter, Gewichtheben (0-0-1)
München 1972: Bronze, Fliegengewicht Herren
- Miklós Holop, Wasserball (0-1-0)
London 1948: Silber, Herren
- Márton Homonnai, Wasserball (2-1-0)
Amsterdam 1928: Silber, Herren
Los Angeles 1932: Gold, Herren
Berlin 1936: Gold, Herren
- György Horkai, Wasserball (1-0-1)
Montreal 1976: Gold, Herren
Moskau 1980: Bronze, Herren
- Csaba Horváth, Kanu (1-0-1)
Atlanta 1996: Gold, Zweier-Canadier 500 m Herren
Atlanta 1996: Bronze, Zweier-Canadier 1000 m Herren
- Gábor Horváth, Kanu (2-1-0)
Atlanta 1996: Silber, Vierer-Kajak Herren
Sydney 2000: Gold, Vierer-Kajak Herren
Athen 2004: Gold, Vierer-Kajak Herren
- György Horváth, Gewichtheben (0-0-1)
München 1972: Bronze, Leichtschwergewicht Herren
- László Horváth, Moderner Fünfkampf (0-1-0)
Moskau 1980: Silber, Mannschaft Herren
- Zoltán Horváth, Fechten (1-1-0)
Rom 1960: Gold, Säbel Mannschaft Herren
Rom 1960: Silber, Säbel Einzel Herren
- Norbert Hosnyánszky, Wasserball (1-0-1)
Peking 2008: Gold, Herren
Tokio 2020: Bronze, Herren
- Katinka Hosszu, Schwimmen (3-1-0)
Rio de Janeiro 2016: Gold, 100 m Rücken Frauen
Rio de Janeiro 2016: Silber, 200 m Rücken Frauen
Rio de Janeiro 2016: Gold, 200 m Lagen Frauen
Rio de Janeiro 2016: Gold, 400 m Lagen Frauen
- József Hunics, Kanu (0-0-1)
Melbourne 1956: Bronze, Zweier-Canadier 10.000 m Herren

### I
- Diána Igaly, Schießen (1-0-1)
Sydney 2000: Bronze, Skeet Damen
Athen 2004: Gold, Skeet Damen
- Kálmán Ihász, Fußball (1-0-0)
Tokio 1964: Gold, Herren
- Anna Illés, Wasserball (0-0-1)
Tokio 2020: Bronze, Damen
- Géza Imre, Fechten (0-2-2)
Atlanta 1996: Bronze, Degen Einzel Herren
Athen 2004: Silber, Degen Mannschaft Herren
Rio de Janeiro 2016: Silber, Degen Einzel Herren
Geza Imre 2016: Bronze, Degen Mannschaft Herren
- Sándor Ivády, Wasserball (1-1-0)
Amsterdam 1928: Silber, Herren
Los Angeles 1932: Gold, Herren
- Róbert Isaszegi, Boxen (0-0-1)
Seoul 1988: Bronze, Halbfliegengewicht Herren

### J
- József Jacsó, Gewichtheben (0-1-0)
Seoul 1988: Silber, 2. Schwergewicht Herren
- Natasa Janics, Kanu (3-2-1)
Athen 2004: Gold, Einer-Kajak 500 m Damen
Athen 2004: Gold, Zweier-Kajak 500 m Damen
Peking 2008: Silber, Vierer-Kajak 500 m Damen
Peking 2008: Gold, Zweier-Kajak 500 m Damen
London 2012: Bronze, Einer-Kajak 200 m Damen
London 2012: Silber, Zweier-Kajak 500 m Damen
- Zsuzsanna Jánosi, Fechten (0-0-1)
Seoul 1988: Bronze, Florett Mannschaft Damen
- Szilárd Jansik, Wasserball (0-0-1)
Tokio 2020: Bronze, Herren
- Petra Jászapáti, Shorttrack (0–0–1)
Peking 2022: Bronze, 2000 m Staffel Mixed
- László Jeney, Wasserball (2-1-1)
London 1948: Silber, Herren
Helsinki 1952: Gold, Herren
Melbourne 1956: Gold, Herren
Rom 1960: Bronze, Herren
- István Joós, Kanu (0-1-0)
Moskau 1980: Silber, Zweier-Kajak 1000 m Herren
- István Juhász, Fußball (1-0-0)
Mexiko-Stadt 1968: Gold, Herren
- Katalin Juhász, Fechten (1-1-0)
Rom 1960: Silber, Florett Mannschaft Damen
Tokio 1964: Gold, Florett Mannschaft Damen
- Péter Juhász, Fußball (0-1-0)
München 1972: Silber, Herren

### K
- Endre Kabos, Fechten (3-0-1)
Los Angeles 1932: Gold, Säbel Mannschaft Herren
Los Angeles 1932: Bronze, Säbel Einzel Herren
Berlin 1936: Gold, Säbel Mannschaft Herren
Berlin 1936: Gold, Säbel Einzel Herren
- Géza Kádas, Schwimmen (0-1-1)
London 1948: Bronze, 100 m Freistil Herren
London 1948: Silber, 4 × 200 m Freistil Herren
- János Kajdi, Boxen (0-1-0)
München 1972: Silber, Weltergewicht Herren
- János Kalmár, Fechten (0-0-1)
Mexiko-Stadt 1968: Bronze, Säbel Mannschaft Herren
- Margit Kalocsai, Turnen (0-0-1)
Berlin 1936: Bronze, Mehrkampf Mannschaft Damen
- Zoltán Kammerer, Kanu (3-1-0)
Sydney 2000: Gold, Zweier-Kajak 500 m Herren
Sydney 2000: Gold, Vierer-Kajak Herren
Athen 2004: Gold, Vierer-Kajak Herren
London 2012: Silber, Vierer-Kajak 1000 m Herren
- Jenő Kamuti, Fechten (0-2-0)
Mexiko-Stadt 1968: Silber, Florett Einzel Herren
München 1972: Silber, Florett Einzel Herren
- Tamás Kancsal, Moderner Fünfkampf (0-0-1)
Montreal 1976: Bronze, Mannschaft Herren
- Tivadar Kanizsa, Wasserball (2-0-1)
Melbourne 1956: Gold, Herren
Rom 1960: Bronze, Herren
Tokio 1964: Gold, Herren
- Anikó Kántor, Handball (0-1-1)
Atlanta 1996: Bronze, Damen
Sydney 2000: Silber, Damen
- Boglárka Kapás, Schwimmen (0-0-1)
Rio de Janeiro 2016: Bronze, 800 m Freistil Frauen
- Anna Kárász, Kanu (1-0-0)
Tokio 2020: Gold, Vierer-Kajak 500 m Damen
- Irén Karcsics-Daruházi, Turnen (0-2-1)
London 1948: Silber, Mehrkampf Mannschaft Damen
Helsinki 1952: Silber, Mehrkampf Mannschaft Damen
Helsinki 1952: Bronze, Gruppengymnastik Damen
- György Kárpáti, Wasserball (3-0-1)
Helsinki 1952: Gold, Herren
Melbourne 1956: Gold, Herren
Rom 1960: Bronze, Herren
Tokio 1964: Gold, Herren
- Károly Kárpáti, Ringen (1-1-0)
Los Angeles 1932: Silber, Freistil Leichtgewicht Herren
Berlin 1936: Gold, Freistil Leichtgewicht Herren
- Rudolf Kárpáti, Fechten (5-0-0)
Helsinki 1952: Gold, Säbel Mannschaft Herren
Melbourne 1956: Gold, Säbel Mannschaft Herren
Melbourne 1956: Gold, Säbel Einzel Herren
Rom 1960: Gold, Säbel Mannschaft Herren
Rom 1960: Gold, Säbel Einzel Herren
- Tamás Kásás, Wasserball (3-0-0)
Sydney 2000: Gold, Herren
Athen 2004: Gold, Herren
Peking 2008: Gold, Herren
- Zoltán Kásás, Wasserball (0-1-0)
München 1972: Silber, Herren
- András Katona, Wasserball (0-0-1)
Rom 1960: Bronze, Herren
- Sándor Katona, Fußball (1-0-0)
Tokio 1964: Gold, Herren
- István Kausz, Fechten (1-0-0)
Tokio 1964:Degen,Degen Mannschaft Herren
- László Keglovich, Fußball (1-0-0)
Mexiko-Stadt 1968: Gold, Herren
- Andrea Kékesy, Eiskunstlauf (0-1-0)
St. Moritz 1948: Bronze, Paarlauf
- Márta Kelemen, Turnen (0-0-1)
München 1972: Bronze, Mehrkampf Mannschaft Damen
- Zoltán Kelemen, Turnen (0-0-1)
Moskau 1980: Bronze, Mehrkampf Mannschaft Herren
- György Kenéz, Wasserball (1-0-0)
Montreal 1976: Gold, Herren
- Anikó Kéry, Turnen (0-0-1)
München 1972: Bronze, Mehrkampf Mannschaft Damen
- Ágnes Keleti, Turnen (5-2-2)
Helsinki 1952: Gold, Boden Damen
Helsinki 1952: Bronze, Schwebebalken Damen
Helsinki 1952: Silber, Mehrkampf Mannschaft Damen
Helsinki 1952: Bronze, Gruppengymnastik Damen
Melbourne 1956: Silber, Mehrkampf Einzel Damen
Melbourne 1956: Silber, Mehrkampf Mannschaft Damen
Melbourne 1956: Gold, Boden Damen
Melbourne 1956: Gold, Schwebebalken Damen
Melbourne 1956: Gold, Stufenbarren Damen
Melbourne 1956: Gold, Gruppengymnastik Damen
- Gyula Kellner, Leichtathletik (0-0-1)
Athen 1896: Bronze, Marathon Herren
- Imre Kemecsey, Kanu (0-1-0)
Rom 1960: Silber, Einer-Kajak 4 × 500 m Herren
- Tamas Kenderesi, Schwimmen (0-0-1)
Rio de Janeiro 2016: Bronze, 200 m Schmetterling Herren
- Attila Keresztes, Fechten (1-0-0)
Melbourne 1956: Gold, Säbel Mannschaft Herren
- Lajos Keresztes, Ringen (1-1-0)
Paris 1924: Silber, gr.-röm. Leichtgewicht Herren
Amsterdam 1928: Gold, gr.-röm. Leichtgewicht Herren
- József Keresztessy, Turnen (0-1-0)
Stockholm 1912: Silber, Mehrkampf Mannschaft Herren
- Alíz Kertész, Turnen (1-1-0)
Melbourne 1956: Gold, Gruppengymnastik Damen
Melbourne 1956: Silber, Mehrkampf Mannschaft Damen
- Alajos Keserű, Wasserball (1-1-0)
Amsterdam 1928: Silber, Herren
Los Angeles 1932: Gold, Herren
- Ferenc Keserű, Wasserball (1-1-0)
Amsterdam 1928: Silber, Herren
Los Angeles 1932: Gold, Herren
- Rita Keszthelyi, Wasserball (0-0-1)
Tokio 2020: Bronze, Damen
- Zsuzsanna Kézi, Handball (0-0-1)
Montreal 1976: Bronze, Damen
- Tibor Kincses, Judo (0-0-1)
Moskau 1980: Bronze, Superleichtgewicht Herren
- Ede Király, Eiskunstlauf (0-1-0)
St. Moritz 1948: Bronze, Paarlauf
- Antal Kiss, Leichtathletik (0-1-0)
Mexiko-Stadt 1968: Silber, 50 km Gehen Herren
- Ferenc Kiss, Ringen (0-0-1)
München 1972: Bronze, gr.-röm. Schwergewicht Herren
- Gábor Kis, Wasserball (1-0-0)
Peking 2008: Gold, Herren
- Balázs Kiss, Leichtathletik (1-0-0)
Atlanta 1996: Gold, Speerwurf Herren
- Gergely Kiss, Wasserball (3-0-0)
Sydney 2000: Gold, Herren
Athen 2004: Gold, Herren
Peking 2008: Gold, Herren
- Géza Kiss, Schwimmen (0-1-1)
St. Louis 1904: Bronze, 880 yds Freistil Herren
St. Louis 1904: Silber, 1 Meile Freistil Herren
- István Kiss, Wasserball (0-0-1)
Moskau 1980: Bronze, Herren
- Lajos Kiss, Kanu (0-0-1)
Melbourne 1956: Bronze, Einer-Kajak 1000 m Herren
- Tamás Kiss, Kanu (0-0-1)
Peking 2008: Bronze, Zweier-Canadier 1000 m Herren
- Jolán Kleiber-Kontsek, Leichtathletik (0-0-1)
Mexiko-Stadt 1968: Bronze, Diskuswurf Damen
- László Klinga, Ringen (0-0-1)
München 1972: Bronze, Freistil Bantamgewicht Herren
- Viktor Knoch, Shorttrack (1-0-0)
Pyeongchang 2018: Gold, 5000 m Staffel Herren
- Rita Kőbán, Kanu (2-3-1)
Seoul 1988: Silber, Vierer-Kajak Damen
Barcelona 1992: Gold, Vierer-Kajak Damen
Barcelona 1992: Bronze, Zweier-Kajak Damen
Barcelona 1992: Silber, Einer-Kajak Damen
Atlanta 1996: Gold, Einer-Kajak Damen
Sydney 2000: Silber, Vierer-Kajak 500 m Damen
- Máté Tamás Koch, Fechten (1-0-0)
Paris 2024: Gold, Degen Mannschaft Herren
- Antal Kocsis, Boxen (1-0-0)
Amsterdam 1928: Gold, Fliegengewicht Herren
- Erzsébet Kocsis, Handball (0-0-1)
Atlanta 1996: Bronze, Damen
- Ferenc Kocsis, Ringen (1-0-0)
Moskau 1980: Gold, gr.-röm. Weltergewicht Herren
- Lajos Kocsis, Fußball (1-1-0)
Mexiko-Stadt 1968: Gold, Herren
München 1972: Silber, Herren
- Sándor Kocsis, Fußball (1-0-0)
Helsinki 1952: Gold, Herren
- Mór Kóczán, Leichtathletik (0-0-1)
Stockholm 1912: Bronze, Speerwurf Herren
- Beatrix Kökény, Handball (0-1-1)
Atlanta 1996: Bronze, Damen
Sydney 2000: Silber, Damen
- Roland Kökény, Kanu (1-0-0)
London 2012: Gold, Zweier-Kajak 1000 m Herren
- Ernõ Kolczonay, Fechten (0-2-0)
Moskau 1980: Silber, Degen Einzel Herren
Barcelona 1992: Silber, Degen Mannschaft Herren
- György Kolonics, Kanu (2-0-2)
Atlanta 1996: Gold, Zweier-Canadier 500 m Herren
Atlanta 1996: Bronze, Zweier-Canadier 1000 m Herren
Sydney 2000: Gold, Einer-Canadier 500 m Herren
Athen 2004: Bronze, Zweier-Canadier 1000 m Herren
- Imre Komora, Fußball (1-0-0)
Tokio 1964: Gold, Herren
- Tibor Komáromi, Ringen (0-1-0)
Seoul 1988: Silber, gr.-röm. Mittelgewicht Herren
- Ferenc Konrád, Wasserball (1-1-1)
Mexiko-Stadt 1968: Bronze, Herren
München 1972: Silber, Herren
Montreal 1976: Gold, Herren
- János Konrád, Wasserball (1-0-1)
Tokio 1964: Gold, Herren
Mexiko-Stadt 1968: Bronze, Herren
- Zsófia Kónya, Shorttrack (0–0–1)
Peking 2022: Bronze, 2000 m Staffel Mixed
- Bálint Kopasz, Kanu (1-0-1)
Tokio 2020: Gold, Einer-Kajak 1000 m Herren
Paris 2024: Bronze, Einer-Kajak 1000 m Herren
- Margit Korondi, Turnen (2-2-4)
Helsinki 1952: Silber, Mehrkampf Mannschaft Damen
Helsinki 1952: Bronze, Mehrkampf Einzel Damen
Helsinki 1952: Bronze, Boden Damen
Helsinki 1952: Gold, Schwebebalken Damen
Helsinki 1952: Bronze, Stufenbarren Damen
Helsinki 1952: Bronze, Gruppengymnastik Damen
Melbourne 1956: Silber, Mehrkampf Mannschaft Damen
Melbourne 1956: Gold, Gruppengymnastik Damen
- Hubert Kós, Schwimmen (1-0-0)
Pris 2024: Gold, 200 m Rücken, Herren
- Zoltán Kosz, Wasserball (1-0-0)
Sydney 2000: Gold, Herren
- György Kőszegi, Gewichtheben (0-1-0)
Montreal 1976: Silber, Fliegengewicht Herren
- Ágnes Kovács, Schwimmen (1-0-1)
Atlanta 1996: Bronze 200 m Brust Damen
Sydney 2000: Gold, 200 m Brust Damen
- Antal Kovács, Judo (1-0-0)
Barcelona 1992: Gold, Halbschwergewicht Herren
- Edit Kovács, Fechten (0-0-3)
Montreal 1976: Bronze, Florett Mannschaft Damen
Moskau 1980: Bronze, Florett Mannschaft Damen
Seoul 1988: Bronze, Florett Mannschaft Damen
- Ferenc Kovács III, Fußball (0-0-1)
Rom 1960: Bronze, Herren
- Imre Kovács, Fußball (1-0-0)
Helsinki 1952: Gold, Herren
- István Kovács, Ringen (0-0-1)
Moskau 1980: Bronze, Freistil Mittelgewicht Herren
- István Kovács, Boxen (1-0-1)
Barcelona 1992: Bronze, Fliegengewicht Herren
Atlanta 1996: Bronze, Bantamgewicht Herren
- Iván Kovács, Fechten (0-2-0)
Barcelona 1992: Silber, Degen Mannschaft Herren
Athen 2004: Silber, Degen Mannschaft Herren
- József Kovács, Leichtathletik (0-1-0)
Melbourne 1956: Silber, 10.000 m Herren
- József Kovács, Fußball (0-1-0)
München 1972: Silber, Herren
- Katalin Kovács, Kanu (3-5-0)
Sydney 2000: Silber, Zweier-Kajak 500 m Damen
Sydney 2000: Silber, Vierer-Kajak 500 m Damen
Athen 2004: Gold, Zweier-Kajak 500 m Damen
Athen 2004: Silber, Vierer-Kajak 500 m Damen
Peking 2008: Silber, Vierer-Kajak 500 m Damen
Peking 2008: Gold, Zweier-Kajak 500 m Damen
London 2012: Gold, Vierer-Kajak 500 m Damen
London 2012: Silber, Zweier-Kajak 500 m Damen
- Magda Nyári-Kovács, Fechten (0-1-0)
Rom 1960: Silber, Florett Mannschaft Damen
- Pál Kovács, Fechten (6-0-1)
Berlin 1936: Gold, Säbel Mannschaft Herren
London 1948: Gold, Säbel Mannschaft Herren
London 1948: Bronze, Säbel Einzel Herren
Helsinki 1952: Gold, Säbel Mannschaft Herren
Helsinki 1952: Gold, Säbel Einzel Herren
Melbourne 1956: Gold, Säbel Mannschaft Herren
Rom 1960: Gold, Säbel Mannschaft Herren
- Péter Kovács, Turnen (0-0-1)
Moskau 1980: Bronze, Mehrkampf Mannschaft Herren
- Sarolta Kovács, Moderner Fünfkampf (0-0-1)
Tokio 2020: Bronze, Damen
- Tamás Kovács, Fechten (0-0-2)
Mexiko-Stadt 1968: Bronze, Säbel Mannschaft Herren
München 1972: Bronze, Säbel Mannschaft Herren
- Zoltán Kovács, Schießen (0-0-1)
Seoul 1988: Bronze, Schnellfeuerpistole Herren
- Aladár Kovácsi, Moderner Fünfkampf (1-0-0)
Helsinki 1952: Gold, Mannschaft Herren
- Zoltán Kővágó, Leichtathletik (0-1-0)
Athen 2004: Silber, Diskuswurf Herren
- Csaba Köves, Fechten (0-2-0)
Barcelona 1992: Silber, Säbel Mannschaft Herren
Atlanta 1996: Silber, Säbel Mannschaft Herren
- Mária Kövi-Zalai, Turnen (0-2-1)
London 1948: Silber, Mehrkampf Mannschaft Damen
Helsinki 1952: Silber, Mehrkampf Mannschaft Damen
Helsinki 1952: Bronze, Gruppengymnastik Damen
- Danuta Kozák, Kanu (6-1-1)
Peking 2008: Silber, Vierer-Kajak 500 m Damen
London 2012: Gold, Einer-Kajak 500 m Damen
London 2012: Gold, Vierer-Kajak 500 m Damen
Rio de Janeiro 2016: Gold, Einer-Kajak 500 m Damen
Rio de Janeiro 2016: Gold, Zweier-Kajak 500 m Damen
Rio de Janeiro 2016: Gold, Vierer-Kajak 500 m Damen
Tokio 2020: Gold, Vierer-Kajak 500 m Damen
Tokio 2020: Bronze, Zweier-Kajak 500 m Damen
- István Kozma, Ringen (2-0-0)
Tokio 1964: Gold, gr.-röm. Schwergewicht Herren
Mexiko-Stadt 1968: Gold, gr.-röm. Schwergewicht Herren
- Mihály Kozma, Fußball (0-1-0)
München 1972: Silber, Herren
- György Kozmann, Kanu (0-0-2)
Athen 2004: Bronze, Zweier-Canadier 1000 m Herren
Peking 2008: Bronze, Zweier-Canadier 1000 m Herren
- János Krizmanich, Turnen (0-1-0)
Stockholm 1912: Silber, Mehrkampf Mannschaft Herren
- John-Henry Krueger, Shorttrack (0–0–1)
Peking 2022: Bronze, 2000 m Staffel Mixed
- Eszter Krutzler, Gewichtheben (0-1-0)
Athen 2004: Silber, Halbschwergewicht Damen
- Lajos Kü, Fußball (0-1-0)
München 1972: Silber, Herren
- Anita Kulcsár, Handball (0-1-0)
Sydney 2000: Silber, Damen
- Gergely Kulcsár, Leichtathletik (0-1-2)
Rom 1960: Bronze, Speerwurf Herren
Tokio 1964: Silber, Speerwurf Herren
Mexiko-Stadt 1968: Bronze, Speerwurf Herren
- Győző Kulcsár, Fechten (4-0-2)
Tokio 1964: Gold, Degen Mannschaft Herren
Mexiko-Stadt 1968: Gold, Degen Mannschaft Herren
Mexiko-Stadt 1968: Gold, Degen Einzel Herren
München 1972: Gold, Degen Mannschaft Herren
München 1972: Bronze, Degen Einzel Herren
Montreal 1976: Bronze, Degen Einzel Herren
- Krisztián Kulcsár, Fechten (0-1-0)
Barcelona 1992: Silber, Degen Mannschaft Herren
- Tamás Kulifai, Kanu (0-1-0)
London 2012: Silber, Vierer-Kajak 1000 m Herren
- Szilárd Kun, Schießen (0-1-0)
Helsinki 1952: Silber, Schnellfeuerpistole Herren
- László Kuncz, Wasserball (0-0-1)
Moskau 1980: Bronze, Herren
- György Kutasi, Wasserball (1-0-0)
Berlin 1936: Gold, Herren

### L
- Katalin Laki, Handball (0-0-1)
Montreal 1976: Bronze, Damen
- Mihály Lantos, Fußball (1-0-0)
Helsinki 1952: Gold, Herren
- Dóra Leimeter, Wasserball (0-0-1)
Tokio 2020: Bronze, Damen
- Rozália Lelkes, Handball (0-0-1)
Montreal 1976: Bronze, Damen
- Dezső Lemhényi, Wasserball (1-1-0)
London 1948: Silber, Herren
Helsinki 1952: Gold, Herren
- Árpád Lengyel, Schwimmen (0-0-1)
Berlin 1936: Bronze, 4 × 200 m Freistil Herren
- István Lévai, Boxen (0-0-1)
Moskau 1980: Bronze, Schwergewicht Herren
- Károly Levitzky, Rudern (0-0-1)
London 1908: Bronze, Einer Herren
- István Lichteneckert, Fechten (0-0-1)
Paris 1924: Bronze, Florett Mannschaft Herren
- Shaoang Liu, Shorttrack (2-0-2)
Pyeongchang 2018: Gold, 5000 m Staffel Herren
Peking 2022: Gold, 500 m
Peking 2022: Bronze, 1000 m
Peking 2022: Bronze, 2000 m Staffel Mixed
- Shaolin Sándor Liu, Shorttrack (1-0-1)
Pyeongchang 2018: Gold, 5000 m Staffel Herren
Peking 2022: Bronze, 2000 m Staffel Mixed
- Gyula Lóránt, Fußball (1-0-0)
Helsinki 1952: Gold, Herren
- Márton Lőrincz, Ringen (1-0-0)
Berlin 1936: Gold, gr.-röm. Bantamgewicht Herren
- Tamás Lőrincz, Ringen (1-1-0)
London 2012: Silber, gr.-röm. Leichtgewicht Herren
Tokio 2020: Gold, gr.-röm. Weltergewicht Herren
- Viktor Lőrincz, Ringen (0-1-0)
Tokio 2020: Silber, gr.-röm. Mittelgewicht Herren
- Dóra Lőwy, Handball (0-1-0)
Sydney 2000: Silber, Damen
- Lázár Lovász, Leichtathletik (0-0-1)
Mexiko-Stadt 1968: Bronze, Hammerwurf Herren

### M
- Norbert Madaras, Wasserball (2-0-0)
Athen 2004: Gold, Herren
Peking 2008: Gold, Herren
- Ilona Madary, Turnen (0-0-1)
Berlin 1936: Bronze, Mehrkampf Mannschaft Damen
- István Magas, Wasserball (0-1-0)
München 1972: Silber, Herren
- Dániel Magay, Fechten (1-0-0)
Melbourne 1956: Gold, Säbel Mannschaft Herren
- Zoltán Magyar, Turnen (2-0-1)
Montreal 1976: Gold, Seitpferd Herren
Moskau 1980: Gold, Seitpferd Herren
Moskau 1980: Bronze, Mehrkampf Mannschaft Herren
- Alda Magyari, Wasserball (0-0-1)
Tokio 2020: Bronze, Damen
- Veronika Major, Schießen (0-0-1)
Paris 2024: Bronze, Sportpistole Damen
- István Majoros, Ringen (1-0-0)
Athen 2004: Gold, gr.-röm. Bantamgewicht Herren
- Katalin Makray, Turnen (0-1-0)
Tokio 1964: Silber, Stufenbarren Damen
- Krisztián Manhercz, Wasserball (0-0-1)
Tokio 2020: Bronze, Herren
- Tibor Maracskó, Moderner Fünfkampf (0-1-1)
Montreal 1976: Bronze, Mannschaft Herren
Moskau 1980: Silber, Mannschaft Herren
- Tamás Märcz, Wasserball (1-0-0)
Sydney 2000: Gold, Herren
- Kálmán Markovits, Wasserball (2-0-1)
Helsinki 1952: Gold, Herren
Melbourne 1956: Gold, Herren
Rom 1960: Bronze, Herren
- Erzsébet Márkus, Gewichtheben (0-1-0)
Atlanta 2000: Silber, bis 69 kg Damen
- Magda Maros, Fechten (0-1-2)
Montreal 1976: Bronze, Florett Mannschaft Damen
Moskau 1980: Bronze, Florett Mannschaft Damen
Moskau 1980: Silber, Florett Einzel Damen
- Ádám Marosi, Moderner Fünfkampf (0-0-1)
London 2012: Bronze, Einzel Herren
- József Marosi, Fechten (0-1-1)
Melbourne 1956: Bronze, Florett Mannschaft Herren
Melbourne 1956: Silber, Degen Mannschaft Herren
- Paula Marosi, Fechten (1-1-0)
Tokio 1964: Gold, Florett Mannschaft Damen
Mexiko-Stadt 1968: Silber, Florett Mannschaft Damen
- Péter Marót, Fechten (0-1-1)
München 1972: Bronze, Säbel Mannschaft Herren
München 1972: Silber, Säbel Einzel Herren
- Miklós Martin, Wasserball (1-0-0)
Helsinki 1952: Gold, Herren
- János Martinek, Moderner Fünfkampf (2-0-1)
Seoul 1988: Gold, Mannschaft Herren
Seoul 1988: Gold, Einzel Herren
Atlanta 1996: Bronze, Einzel Herren
- Anita Márton, Leichtathletik (0-0-1)
Rio de Janeiro 2016: Bronze, Kugelstoßen Frauen
- Viviana Márton, Taekwondo (1-0-0)
Paris 2024: Gold, Mittelgewicht Frauen
- Lajos Maszlay, Fechten (0-0-2)
London 1948: Bronze, Florett Einzel Herren
Helsinki 1952: Bronze, Florett Mannschaft Herren
- Eszter Mátéfi, Handball (0-0-1)
Atlanta 1996: Bronze, Damen
- Auguszta Mátyás, Handball (0-0-1)
Atlanta 1996: Bronze, Damen
- Mihály Mayer, Wasserball (2-0-2)
Melbourne 1956: Gold, Herren
Rom 1960: Bronze, Herren
Tokio 1964: Gold, Herren
Mexiko-Stadt 1968: Bronze, Herren
- Krisztina Medveczky, Turnen (0-0-1)
München 1972: Bronze, Mehrkampf Mannschaft Damen
- Mária Megyeri, Handball (0-0-1)
Montreal 1976: Bronze, Damen
- Anikó Meksz, Handball (0-0-1)
Atlanta 1996: Bronze, Damen
- Zoltán Melis, Rudern (0-1-0)
Mexiko-Stadt 1968: Silber, Vierer ohne Steuermann Herren
- Antal Melis, Rudern (0-1-0)
Mexiko-Stadt 1968: Silber, Vierer ohne Steuermann Herren
- Iván Menczel, Fußball (1-0-0)
Mexiko-Stadt 1968: Gold, Herren
- Judit Ágoston-Mendelényi, Fechten (1-0-0)
Tokio 1964: Gold, Florett Mannschaft Damen
- Tamás Mendelényi, Fechten (1-0-0)
Rom 1960: Gold, Säbel Mannschaft Herren
- István Messzi, Gewichtheben (0-1-0)
Seoul 1988: Silber, Leichtschwergewicht Herren
- Ervin Mészáros, Fechten (1-0-1)
Stockholm 1912: Bronze, Säbel Einzel Herren
Stockholm 1912: Gold, Säbel Mannschaft Herren
- Erika Mészáros, Kanu (1-1-0)
Seoul 1988: Silber, Vierer-Kajak Damen
Barcelona 1992: Gold, Vierer-Kajak Damen
- Gabriella Mészáros, Turnen (0-0-1)
Berlin 1936: Bronze, Mehrkampf Mannschaft Damen
- György Mészáros, Kanu (0-2-0)
Rom 1960: Silber, Zweier-Kajak 1000 m Herren
Rom 1960: Silber, Einer-Kajak 4 × 500 m Herren
- Miklós Meszéna, Fechten (0-0-1)
Mexiko-Stadt 1968: Bronze, Säbel Mannschaft Herren
- Frigyes Mezei, Leichtathletik (0-0-1)
London 1908: Bronze, Olympische Staffel Herren
- Tamás Mezei, Wasserball (0-0-1)
Tokio 2020: Bronze, Herren
- Kristóf Milák, Schwimmen (2-2-0)
Tokio 2020: Gold, 200 m Schmetterling Herren
Tokio 2020: Silber, 100 m Schmetterling Herren
Paris 2024: Gold, 100 m Schmetterling Herren
Paris 2024: Silber, 200 m Schmetterling Herren
- Ildikó Mincza-Nébald, Fechten (0-0-1)
Peking 2008: Bronze, Degen Einzel Damen
- György Mitró, Schwimmen (0-1-1)
London 1948: Bronze, 1500 m Freistil Herren
London 1948: Silber, 4 × 200 m Freistil Herren
- György Mizsei, Boxen (0-0-1)
Barcelona 1992: Bronze, Halbmittelgewicht Herren
- Attila Mizsér, Moderner Fünfkampf (1-1-0)
Seoul 1988: Gold, Mannschaft Herren
Barcelona 1992: Silber, Einzel Herren
- Peter Modos, Ringen (0-0-1)
London 2012: Bronze, gr.-röm. bis 55 kg Herren
- János Mogyorósi-Klencs, Turnen (0-1-2)
London 1948: Bronze, Mehrkampf Mannschaft Herren
London 1948: Silber, Boden Herren
London 1948: Bronze, Pferdsprung Herren
- Győző Mogyoróssy, Turnen (0-0-1)
London 1948: Bronze, Mehrkampf Mannschaft Herren
- Ferenc Mohácsi, Kanu (0-0-1)
Melbourne 1956: Bronze, Zweier-Canadier 1000 m Herren
- Endre Molnár, Wasserball (1-1-2)
Mexiko-Stadt 1968: Bronze, Herren
München 1972: Silber, Herren
Montreal 1976: Gold, Herren
Moskau 1980: Bronze, Herren
- István Molnár, Wasserball (1-0-0)
Berlin 1936: Gold, Herren
- Tamás Molnár, Wasserball (3-0-0)
Sydney 2000: Gold, Herren
Athen 2004: Gold, Herren
Peking 2008: Gold, Herren
- István Móna, Moderner Fünfkampf (1-0-0)
Mexiko-Stadt 1968: Gold, Mannschaft Herren
- Eszter Muhari, Fechten (0-0-1)
Paris 2024: Bronze, Degen Einzel Damen
- József Munk, Schwimmen (0-1-0)
London 1908: Silber, 4 × 200 m Freistil Herren

### N
- Bence Nádas, Kanu (0-1-0)
Paris 2024: Silber, Zweier-Kajak 500 m Herren
- Ambrus Nagy, Fechten (0-1-0)
Melbourne 1956: Silber, Degen Mannschaft Herren
- Anikó Nagy, Handball (0-1-1)
Atlanta 1996: Bronze, Damen
Sydney 2000: Silber, Damen
- Dávid Nagy, Fechten (1-0-0)
Paris 2024: Gold, Degen Mannschaft Herren
- Ernő Nagy, Fechten (1-0-0)
Los Angeles 1932: Gold, Säbel Mannschaft Herren
- György Nagy, Fußball (1-0-0)
Tokio 1964: Gold, Herren
- Ilona Nagy, Handball (0-0-1)
Montreal 1976: Bronze, Damen
- Imre Nagy, Moderner Fünfkampf (1-1-1)
Rom 1960: Gold, Mannschaft Herren
Rom 1960: Silber, Einzel Herren
Tokio 1964: Bronze, Mannschaft Herren
- István Nagy, Fußball (1-0-0)
Tokio 1964: Gold, Herren
- József Nagy, Leichtathletik (0-0-1)
London 1908: Bronze, Olympische Staffel Herren
- László Nagy, Fußball (1-0-0)
Mexiko-Stadt 1968: Gold, Herren
- László Nagy, Eiskunstlauf (0-0-2)
Oslo 1952: Bronze, Paarlauf
Cortina d’Ampezzo 1956:Bronze,Paarlauf
- Margit Nagy-Sándor, Turnen (0-1-1)
Berlin 1936: Bronze, Mehrkampf Mannschaft Damen
London 1948: Silber, Mehrkampf Mannschaft Damen
- Marianna Nagy, Handball (0-0-1)
Montreal 1976: Bronze, Damen
- Marianna Nagy, Eiskunstlauf (0-0-2)
Oslo 1952: Bronze, Paarlauf
Cortina d’Ampezzo 1956:Bronze,Paarlauf
- Pál Nagy, Fechten (1-0-0)
Mexiko-Stadt 1968: Gold, Degen Mannschaft Herren
- Tímea Nagy, Fechten (2-0-0)
Sydney 2000: Gold, Degen Einzel Damen
Athen 2004: Gold, Degen Einzel Damen
- Viktor Nagy, Wasserball (0-0-1)
Tokio 2020: Bronze, Herren
- Zsuzsa Nagy, Turnen (0-0-1)
München 1972: Bronze, Mehrkampf Mannschaft Damen
- József Navarrete, Fechten (0-1-0)
Atlanta 1996: Silber, Säbel Mannschaft Herren
- György Nébald, Fechten (1-1-1)
Moskau 1980: Bronze, Säbel Mannschaft Herren
Seoul 1988: Gold, Degen Mannschaft Herren
Barcelona 1992: Silber, Säbel Mannschaft Herren
- Rudolf Nébald, Fechten (0-0-1)
Moskau 1980: Bronze, Säbel Mannschaft Herren
- Zsolt Nemcsik, Fechten (0-1-0)
Athen 2004: Silber, Säbel Einzel Herren
- Zoltán Nemere, Fechten (2-0-0)
Tokio 1964: Gold, Degen Mannschaft Herren
Mexiko-Stadt 1968: Gold, Degen Mannschaft Herren
- Angéla Németh, Leichtathletik (1-0-0)
Mexiko-Stadt 1968: Gold, Speerwurf Damen
- Erzsébet Neméth, Handball (0-0-1)
Montreal 1976: Bronze, Damen
- Ferenc Németh, Moderner Fünfkampf (2-0-0)
Rom 1960: Gold, Mannschaft Herren
Rom 1960: Gold, Einzel Herren
- Helga Németh, Handball (0-0-1)
Atlanta 1996: Bronze, Damen
- Imre Németh, Leichtathletik (1-0-1)
London 1948: Gold, Hammerwurf Herren
Helsinki 1952: Bronze, Hammerwurf Herren
- János Németh, Wasserball (2-0-0)
Los Angeles 1932: Gold, Herren
Berlin 1936: Gold, Herren
- Miklós Németh, Leichtathletik (1-0-0)
Montreal 1976: Gold, Speerwurf Herren
- Norbert Növényi, Ringen (1-0-0)
Moskau 1980: Gold, gr.-röm. Halbschwergewicht Herren
- Ferenc Nógrádi, Fußball (1-0-0)
Tokio 1964: Gold, Herren
- Ernő Noskó, Fußball (1-0-0)
Mexiko-Stadt 1968: Gold, Herren
- Dezső Novák, Fußball (2-0-1)
Rom 1960: Bronze, Herren
Tokio 1964: Gold, Herren
Mexiko-Stadt 1968: Gold, Herren
- Éva Novák, Schwimmen (1-2-1)
London 1948: Bronze, 200 m Brust Damen
Helsinki 1952: Gold, 4 × 100 m Freistil Damen
Helsinki 1952: Silber, 400 m Freistil Damen
Helsinki 1952: Silber, 400 m Brust Damen
- Ferenc Novák, Kanu (1-0-0)
Sydney 2000: Gold, Zweier-Canadier 500 m Herren
- Gábor Novák, Kanu (0-1-0)
Helsinki 1952: Silber, Einer-Canadier 10.000 m Herren
- Ilona Novák, Schwimmen (1-0-0)
Helsinki 1952: Gold, 4 × 100 m Freistil Damen
- Imre Nyéki, Schwimmen (0-1-0)
London 1948: Silber, 4 × 200 m Freistil Herren

### O
- Henrietta Ónodi, Turnen (1-1-0)
Barcelona 1992: Silber, Boden Damen
Barcelona 1992: Gold, Pferdsprung Damen
- László Orbán, Boxen (0-1-0)
München 1972: Silber, Leichtgewicht Herren
- Pál Orosz, Fußball (0-0-1)
Rom 1960: Bronze, Herren
- Pal Okosz, Fußball (1-0-0)
Tokio 1964: Gold, Herren
- Árpád Orbán, Fußball (1-0-0)
Tokio 1964: Gold, Herren
- István Osztrics, Fechten (1-0-0)
München 1972: Gold, Degen Mannschaft Herren
- András Ozsvar, Judo (0-0-1)
Moskau 1980: Bronze, Offene Klasse Herren

### P
- Ildikó Pádár, Handball (0-1-1)
Atlanta 1996: Bronze, Damen
Sydney 2000: Silber, Damen
- Tibor Pál, Fußball (0-0-1)
Rom 1960: Bronze, Herren
- Katalin Pálinger, Handball (0-1-0)
Sydney 2000: Silber, Damen
- Endre Palócz, Fechten (0-0-1)
Helsinki 1952: Bronze, Florett Mannschaft Herren
- Károly Palotai, Fußball (1-0-0)
Tokio 1964: Gold, Herren
- József Palotás, Ringen (0-0-1)
Berlin 1936: Bronze, gr.-röm. Mittelgewicht Herren
- Péter Palotás, Fußball (1-0-0)
Helsinki 1952: Gold, Herren
- Miklós Páncsics, Fußball (1-1-0)
Mexiko-Stadt 1968: Gold, Herren
München 1972: Silber, Herren
- Bertalan Papp, Fechten (2-0-0)
London 1948: Gold, Säbel Mannschaft Herren
Helsinki 1952: Gold, Säbel Mannschaft Herren
- László Papp, Ringen (0-1-0)
Amsterdam 1928: Silber, gr.-röm. Mittelgewicht Herren
- Lajos Papp, Schießen (0-0-1)
München 1972: Bronze, Freies Gewehr Herren
- László Papp, Boxen (3-0-0)
London 1948: Gold, Mittelgewicht Herren
Helsinki 1952: Gold, Halbmittelgewicht Herren
Melbourne 1956: Gold, Halbmittelgewicht Herren
- Rebecca Parkes, Wasserball (0-0-1)
Tokio 2020: Bronze, Damen
- Krisztián Pars, Leichtathletik (1-0-0)
London 2012: Gold, Hammerwurf Herren
- János Parti, Kanu (1-2-0)
Helsinki 1952: Silber, Einer-Canadier 1000 m Herren
Melbourne 1956: Silber, Einer-Canadier 10.000 m Herren
Rom 1960: Gold, Einer-Canadier 1000 m Herren
- Elemér Pászti, Turnen (0-1-0)
Stockholm 1912: Silber, Mehrkampf Mannschaft Herren
- Mátyás Pásztor, Wasserball (0-0-1)
Tokio 2020: Bronze, Herren
- Ferenc Pataki, Turnen (1-0-2)
London 1948: Bronze, Mehrkampf Mannschaft Herren
London 1948: Gold, Boden Herren
London 1948: Bronze, Pferdsprung Herren
- Dániel Pauman, Kanu (0-1-0)
London 2012: Silber, Vierer-Kajak 1000 m Herren
- Árpád Pédery, Turnen (0-1-0)
Stockholm 1912: Silber, Mehrkampf Mannschaft Herren
- István Pelle, Turnen (2-2-0)
Los Angeles 1932: Silber, Mehrkampf Einzel Herren
Los Angeles 1932: Silber, Barren Herren
Los Angeles 1932: Gold, Boden Herren
Los Angeles 1932: Gold, Seitpferd Herren
- Edit Weckinger-Perényi, Turnen (0-2-1)
London 1948: Silber, Mehrkampf Mannschaft Damen
Helsinki 1952: Silber, Mehrkampf Mannschaft Damen
Helsinki 1952: Bronze, Gruppengymnastik Damen
- Gyula Petrikovics, Kanu (0-1-0)
Mexiko-Stadt 1968: Silber, Zweier-Canadier 1000 m Herren
- Attila Petschauer, Fechten (2-1-0)
Amsterdam 1928: Gold, Säbel Mannschaft Herren
Amsterdam 1928: Silber, Säbel Einzel Herren
Los Angeles 1932: Gold, Säbel Mannschaft Herren
- Tibor Pézsa, Fechten (1-0-3)
Tokio 1964: Gold, Säbel Einzel Herren
Mexiko-Stadt 1968: Bronze, Säbel Mannschaft Herren
Mexiko-Stadt 1968: Bronze, Säbel Einzel Herren
München 1972: Bronze, Säbel Mannschaft Herren
- Anna Pfeffer, Kanu (0-1-2)
Mexiko-Stadt 1968: Silber, Zweier-Kajak 500 m Damen
München 1972: Bronze, Zweier-Kajak 500 m Damen
Montreal 1976: Bronze, Zweier-Kajak 500 m Damen
- Krisztina Pigniczki, Handball (0-1-0)
Sydney 2000: Silber, Damen
- György Piller, Fechten (2-0-0)
Los Angeles 1932: Gold, Säbel Mannschaft Herren
Los Angeles 1932: Gold, Säbel Einzel Herren
- József Platthy, Reiten (0-0-1)
Berlin 1936: Bronze, Springen Einzel
- Dénes Pócsik, Wasserball (1-1-1)
Tokio 1964: Gold, Herren
Mexiko-Stadt 1968: Bronze, Herren
München 1972: Silber, Herren
- Pál Pók, Wasserball (0-1-0)
London 1948: Silber, Herren
- Imre Polyák, Ringen (1-3-0)
Helsinki 1952: Silber, gr.-röm. Federgewicht Herren
Melbourne 1956: Silber, gr.-röm. Federgewicht Herren
Rom 1960: Silber, gr.-röm. Federgewicht Herren
Tokio 1964: Gold, gr.-röm. Federgewicht Herren
- Sándor Pósta, Fechten (1-1-1)
Paris 1924: Bronze, Florett Mannschaft Herren
Paris 1924: Silber, Säbel Mannschaft Herren
Paris 1924: Gold, Säbel Einzel Herren
- Sándor Prokopp, Schießen (1-0-0)
Stockholm 1912: Gold, Militärgewehr Dreistellungskampf Herren
- Imre Pulai, Kanu (1-0-1)
Atlanta 1996: Bronze, Einer-Canadier 500 m Herren
Sydney 2000: Gold, Zweier-Canadier 500 m Herren
- Noémi Pupp, Kanu (0-0-2)
Paris 2024: Bronze, Zweier-Kajak 500 m Damen
Paris 2024: Bronze, Vierer-Kajak 500 m Damen
- Ferenc Puskás, Fußball (1-0-0)
Helsinki 1952: Gold, Herren

### R
- Krisztián Rabb, Fechten (0-1-0)
Paris 2024: Silber, Säbel Mannschaft Herren
- Lajos Rácz, Ringen (0-1-0)
Moskau 1980: Silber, gr.-röm. Fliegengewicht Herren
- Bojana Radulovics, Handball (0-1-0)
Sydney 2000: Silber, Damen
- József Rády, Fechten (1-1-0)
Paris 1924: Silber, Säbel Mannschaft Herren
Amsterdam 1928: Gold, Säbel Mannschaft Herren
- László Rajcsányi, Fechten (3-0-0)
Berlin 1936: Gold, Säbel Mannschaft Herren
London 1948: Gold, Säbel Mannschaft Herren
Helsinki 1952: Gold, Säbel Mannschaft Herren
- Imre Rajczy, Fechten (1-0-0)
Berlin 1936: Gold, Säbel Mannschaft Herren
- András Rajna, Kanu (0-1-0)
Atlanta 1996: Silber, Vierer-Kajak Herren
- Klára Rajnai, Kanu (0-1-1)
Montreal 1976: Silber, Zweier-Kajak 500 m Damen
Montreal 1976: Bronze, Einer-Kajak 500 m Damen
- Gyula Rákosi, Fußball (0-0-1)
Rom 1960: Bronze, Herren
- Éva Rakusz, Kanu (0-1-1)
Moskau 1980: Bronze, Zweier-Kajak 500 m Damen
Seoul 1988: Silber, Vierer-Kajak Damen
- Imre Rapp, Fußball (0-1-0)
München 1972: Silber, Herren
- Kristóf Rasovszky, Schwimmen (1-1-0)
Tokio 2020: Silber, 10 km Freiwasser Herren
Paris 2024: Gold, 10 km Freiwasser Herren
- János Rátkai, Kanu (0-1-0)
München 1972: Silber, Zweier-Kajak 1000 m Herren
- László Réczi, Ringen (0-0-1)
Montreal 1976: Bronze, gr.-röm. Federgewicht Herren
- András Rédli, Fechten (0-0-1)
Rio de Janeiro 2016: Bronze, Degen Mannschaft Herren
- Krisztina Regőczy, Eiskunstlauf (0-0-1)
Lake Placid 1980: Bronze, Eistanz
- Béla Rerrich, Fechten (0-1-0)
Melbourne 1956: Silber, Degen Mannschaft Herren
- Ildikó Ujlakiné-Rejtő, Fechten (2-3-2)
Rom 1960: Silber, Florett Mannschaft Damen
Tokio 1964: Gold, Florett Mannschaft Damen
Tokio 1964: Gold, Florett Einzel Damen
Mexiko-Stadt 1968: Silber, Florett Mannschaft Damen
Mexiko-Stadt 1968: Bronze, Florett Einzel Damen
München 1972: Silber, Florett Mannschaft Damen
Montreal 1976: Bronze, Florett Mannschaft Damen
- Attila Repka, Ringen (1-0-0)
Barcelona 1992: Gold, gr.-röm. Leichtgewicht Herren
- Jenő Réti, Turnen (0-1-0)
Stockholm 1912: Silber, Mehrkampf Mannschaft Herren
- Éva Risztov, Schwimmen (1-0-0)
London 2012: Gold, 10 km Freiwasser Damen
- Antal Róka, Leichtathletik (0-0-1)
Helsinki 1952: Bronze, 50 km Gehen Herren
- Ildikó Rónay, Fechten (0-1-0)
München 1972: Silber, Florett Mannschaft Damen
- Ádám Rothermel, Fußball (0-1-0)
München 1972: Silber, Herren
- Emília Rotter, Eiskunstlauf (0-0-2)
Lake Placid 1932: Bronze, Paarlauf
Garmisch-Partenkirchen 1936: Bronze, Paarlauf
- Norbert Rózsa, Schwimmen (1-2-0)
Barcelona 1992: Silber, 200 m Brust Herren
Barcelona 1992: Silber 100 m Brust Herren
Atlanta 1996: Gold, 200 m Brust Herren
- István Rózsavölgyi, Leichtathletik (0-0-1)
Rom 1960: Bronze, 1500 m Herren
- Katalin Rozsnyói, Kanu (0-1-0)
Mexiko-Stadt 1968: Silber, Zweier-Kajak 500 m Damen
- Sándor Rozsnyói, Leichtathletik (0-1-0)
Melbourne 1956: Silber, 3000 m Hindernis Herren
- Márta Rudas, Leichtathletik (0-1-0)
Tokio 1964: Silber, Speerwurf Damen
- Péter Rusorán, Wasserball (1-0-1)
Rom 1960: Bronze, Herren
Tokio 1964: Gold, Herren
- Nataša Rybanská, Wasserball (0-0-1)
Tokio 2020: Bronze, Damen

### S
- József Sákovics, Fechten (0-1-2)
Helsinki 1952: Bronze, Florett Mannschaft Herren
Melbourne 1956: Bronze, Florett Mannschaft Herren
Melbourne 1956: Silber, Degen Mannschaft Herren
- András Sallay, Eiskunstlauf (0-0-1)
Lake Placid 1980: Bronze, Eistanz
- Lajos Sántha, Turnen (0-0-1)
London 1948: Bronze, Mehrkampf Mannschaft Herren
- Miklós Sárkány, Wasserball (2-0-0)
Los Angeles 1932: Gold, Herren
Berlin 1936: Gold, Herren
- István Sárközi, Fußball (1-0-0)
Mexiko-Stadt 1968: Gold, Herren
- György Sarlós, Rudern (0-1-0)
Mexiko-Stadt 1968: Silber, Vierer ohne Steuermann Herren
- László Sárosi, Wasserball (1-1-1)
Mexiko-Stadt 1968: Bronze, Herren
München 1972: Silber, Herren
Montreal 1976: Gold, Herren
- Szvetiszláv Sasics, Moderner Fünfkampf (0-0-1)
Montreal 1976: Bronze, Mannschaft Herren
- Imre Sátori, Fußball (0-0-1)
Rom 1960: Bronze, Herren
- Zoltán Schenker, Fechten (1-1-1)
Stockholm 1912: Gold, Säbel Mannschaft Herren
Paris 1924: Bronze, Florett Mannschaft Herren
Paris 1924: Silber, Säbel Mannschaft Herren
- Pál Schmitt, Fechten (2-0-0)
Mexiko-Stadt 1968: Gold, Degen Mannschaft Herren
München 1972: Gold, Degen Mannschaft Herren
- Ildikó Schwarczenberger, Fechten (1-1-2)
München 1972: Silber, Florett Mannschaft Damen
Montreal 1976: Bronze, Florett Mannschaft Damen
Montreal 1976: Gold, Florett Einzel Damen
Moskau 1980: Bronze, Florett Mannschaft Damen
- Ferenc Seres, Ringen (0-0-1)
Moskau 1980: Bronze, gr.-röm. Papiergewicht Herren
- András Sike, Ringen (1-0-0)
Seoul 1988: Gold, gr.-röm. Bantamgewicht Herren
- Gergely Siklósi, Fechten (1-1-0)
Tokio 2020: Silber, Degen Einzel Herren
Paris 2024: Gold, Degen Mannschaft Herren
- Pál Simon, Leichtathletik (0-0-1)
London 1908: Bronze, Olympische Staffel Herren
- Beáta Siti, Handball (0-1-1)
Atlanta 1996: Bronze, Damen
Sydney 2000: Silber, Damen
- Ernő Solymosi, Fußball (0-0-1)
Rom 1960: Bronze, Herren
- Peter Somfai, Fechten (0-0-1)
Rio de Janeiro 2016: Bronze, Degen Mannschaft Herren
- Elemér Somfay, Leichtathletik (0-1-0)
Paris 1924: Silber, Fünfkampf Herren
- István Somodi, Leichtathletik (0-1-0)
London 1908: Silber, Hochsprung Herren
- Lajos Somodi, Fechten (0-0-1)
Melbourne 1956: Bronze, Florett Mannschaft Herren
- Zoltán Soós-Ruszka Hradetzky, Schießen (0-0-1)
Los Angeles 1932: Bronze, Kleinkaliber liegend Herren
- Gertrúd Stefanek, Fechten (0-0-2)
Moskau 1980: Bronze, Florett Mannschaft Damen
Seoul 1988: Bronze, Florett Mannschaft Damen
- Ádám Steinmetz, Wasserball (1-0-0)
Athen 2004: Gold, Herren
- Barnabás Steinmetz, Wasserball (2-0-0)
Sydney 2000: Gold, Herren
Athen 2004: Gold, Herren
- János Steinmetz, Wasserball (0-0-1)
Mexiko-Stadt 1968: Bronze, Herren
- Amália Sterbinszky, Handball (0-0-1)
Montreal 1976: Bronze, Damen
- Botond Storcz, Kanu (3-0-0)
Sydney 2000: Gold, Zweier-Kajak 500 m Herren
Sydney 2000: Gold, Vierer-Kajak Herren
Athen 2004: Gold, Vierer-Kajak Herren
- Attila Sudár, Wasserball (1-0-1)
Montreal 1976: Gold, Herren
Moskau 1980: Bronze, Herren
- László Szabados, Schwimmen (0-0-1)
Los Angeles 1932: Bronze, 4 × 200 m Freistil Herren
- Bence Szabó, Fechten (2-2-0)
Seoul 1988: Gold, Degen Mannschaft Herren
Barcelona 1992: Silber, Säbel Mannschaft Herren
Barcelona 1992: Gold, Säbel Einzel Herren
Atlanta 1996: Silber, Säbel Mannschaft Herren
- Gabriella Szabó, Kanu (3-1-0)
Peking 2008: Silber, Vierer-Kajak 500 m Damen
London 2012: Gold, Vierer-Kajak 500 m Damen
Rio de Janeiro 2016: Gold, Zweier-Kajak 500 m Damen
Rio de Janeiro 2016: Gold, Vierer-Kajak 500 m Damen
- István Szabó, Kanu (0-1-1)
Montreal 1976: Bronze, Zweier-Kajak 1000 m Herren
Moskau 1980: Silber, Zweier-Kajak 1000 m Herren
- József Szabó, Schwimmen (1-0-0)
Seoul 1988: Gold, 200 m Brust Herren
- Szilvia Szabó, Kanu (0-3-0)
Sydney 2000: Silber, Zweier-Kajak 500 m Damen
Sydney 2000: Silber, Vierer-Kajak 500 m Damen
Athen 2004: Silber, Vierer-Kajak 500 m Damen
- Tünde Szabó, Schwimmen (0-1-0)
Barcelona 1992: Bronze, 100 m Rücken Damen
- Gyöngyi Szalay, Fechten (0-0-1)
Atlanta 1996: Bronze, Degen Einzel Damen
- György Szalai, Gewichtheben (0-0-1)
Moskau 1980: Bronze, 2. Schwergewicht Herren
- Anna Szántó, Handball (0-0-1)
Atlanta 1996: Bronze, Damen
- Ernese Szasz, Fechten (1-0-0)
Rio de Janeiro 2016: Gold, Degen, Frauen
- Elemér Szathmáry, Schwimmen (0-1-0)
London 1948: Silber, 4 × 200 m Freistil Herren
- András Szatmári, Fechten (0-1-1)
Tokio 2020: Bronze, Säbel Mannschaft Herren
Paris 2024: Silber, Säbel Mannschaft Herren
- László Széchy, Fechten (0-1-0)
Paris 1924: Silber, Säbel Mannschaft Herren
- Zoltán Szécsi, Wasserball (3-0-0)
Sydney 2000: Gold, Herren
Athen 2004: Gold, Herren
Peking 2008: Gold, Herren
- András Székely, Schwimmen (0-0-1)
Los Angeles 1932: Bronze, 4 × 200 m Freistil Herren
- Bulcsú Székely, Wasserball (1-0-0)
Sydney 2000: Gold, Herren
- Éva Székely, Schwimmen (1-1-0)
Helsinki 1952: Silber, 200 m Brust Damen
Melbourne 1956: Silber, |200 m Brust Damen
- Györgyi Székely-Marvalics, Fechten (0-1-0)
Rom 1960: Silber, Florett Mannschaft Damen
- Pál Szekeres, Fechten (0-0-1)
Seoul 1988: Bronze, Florett Mannschaft Herren
- István Szelei, Fechten (0-0-1)
Seoul 1988: Bronze, Florett Mannschaft Herren
- Antal Szendey, Rudern (0-0-1)
London 1948: Bronze, Zweier mit Steuermann Herren
- András Szente, Kanu (0-2-0)
Rom 1960: Silber, Zweier-Kajak 1000 m Herren
Rom 1960: Silber, Einer-Kajak 4 × 500 m Herren
- Antal Szentmihályi, Fußball (1-0-0)
Tokio 1964: Gold, Herren
- Béla Szepes, Leichtathletik (0-1-0)
Amsterdam 1928: Silber, Speerwurf Herren
- Gusztáv Szepesi, Fußball (1-0-0)
Tokio 1964: Gold, Herren
- Áron Szilágyi, Fechten (3-1-1)
London 2012: Gold, Säbel Einzel Herren
Rio de Janeiro 2016: Gold, Säbel Einzel Herren
Tokio 2020: Gold, Säbel Einzel Herren
Tokio 2020: Bronze, Säbel Mannschaft Herren
Paris 2024: Silber, Säbel Mannschaft Herren
- Dorottya Szilágyi, Wasserball (0-0-1)
Tokio 2020: Bronze, Damen
- Katalin Szilágyi, Handball (0-0-1)
Atlanta 1996: Bronze, Damen
- Miklós Szilvási, Ringen (1-1-0)
London 1948: Silber, gr.-röm. Weltergewicht Herren
Helsinki 1952: Gold, gr.-röm. Weltergewicht Herren
- Károly Szittya, Wasserball (1-1-0)
London 1948: Silber, Herren
Helsinki 1952: Gold, Herren
- István Szívós, Wasserball (2-1-0)
London 1948: Silber, Herren
Helsinki 1952: Gold, Herren
Melbourne 1956: Gold, Herren
- István Szívós, Wasserball (1-1-2)
Mexiko-Stadt 1968: Bronze, Herren
München 1972: Silber, Herren
Montreal 1976: Gold, Herren
Moskau 1980: Bronze, Herren
- Zsuzsanna Szőcs, Fechten (0-0-2)
Moskau 1980: Bronze, Florett Mannschaft Damen
Seoul 1988: Bronze, Florett Mannschaft Damen
- Imre Szöllősi, Kanu (0-2-1)
Rom 1960: Silber, Einer-Kajak 1000 m Herren
Rom 1960: Silber, Einer-Kajak 4 × 500 m Herren
Mexiko-Stadt 1968: Bronze, Vierer-Kajak 1000 m Herren
- Katalin Szőke, Schwimmen (2-0-0)
Helsinki 1952: Gold, 100 m Freistil Damen
Helsinki 1952: Gold, 4 × 100 m Freistil Damen
- Alajos Szokolyi, Leichtathletik (0-0-1)
Athen 1896: Bronze, 100 m Herren
- László Szollás, Eiskunstlauf (0-0-2)
Lake Placid 1932: Bronze, Paarlauf
Garmisch-Partenkirchen 1936: Bronze, Paarlauf
- Mária Szolnoki, Fechten (0-1-0)
München 1972: Silber, Florett Mannschaft Damen
- Tamás Szombathelyi, Moderner Fünfkampf (0-2-0)
Moskau 1980: Silber, Mannschaft Herren
Moskau 1980: Silber, Einzel Herren
- István Szondy, Moderner Fünfkampf (1-0-1)
Helsinki 1952: Gold, Mannschaft Herren
Helsinki 1952: Bronze, Einzel Herren
- Zoltán Sztanity, Kanu (0-1-0)
Montreal 1976: Silber, Einer-Kajak 500 m Herren
- Gabriella Szűcs, Wasserball (0-0-1)
Tokio 2020: Bronze, Damen
- Lajos Szücs, Gewichtheben (0-1-0)
München 1972: Silber, Fliegengewicht Herren
- Lajos Szűcs, Fußball (1-1-0)
Mexiko-Stadt 1968: Gold, Herren
München 1972: Silber, Herren
- Ferenc Szűts, Turnen (0-1-0)
Stockholm 1912: Silber, Mehrkampf Mannschaft Herren

### T
- Károly Takács, Schießen (2-0-0)
London 1948: Gold, Schnellfeuerpistole Herren
Helsinki 1952: Gold, Schnellfeuerpistole Herren
- Momcsilló Tapavicza, Tennis (0-0-1)
Athen 1896: Bronze, Einzel Herren
- Sándor Tarics, Wasserball (1-0-0)
Berlin 1936: Gold, Herren
- Olga Tass, Turnen (1-3-2)
London 1948: Silber, Mehrkampf Mannschaft Damen
Helsinki 1952: Silber, Mehrkampf Mannschaft Damen
Helsinki 1952: Bronze, Gruppengymnastik Damen
Melbourne 1956: Gold, Gruppengymnastik Damen
Melbourne 1956: Silber, Mehrkampf Mannschaft Damen
Melbourne 1956: Bronze, Pferdsprung Damen
- Tibor Tatai, Kanu (1-0-0)
Mexiko-Stadt 1968: Gold, Einer-Canadier 1000 m Herren
- Judit Temes, Schwimmen (1-0-1)
Helsinki 1952: Bronze, 100 m Freistil Damen
Helsinki 1952: Gold, 4 × 100 m Freistil Damen
- Ödön Tersztyánszky, Fechten (2-1-1)
Paris 1924: Bronze, Florett Mannschaft Herren
Paris 1924: Silber, Säbel Mannschaft Herren
Amsterdam 1928: Gold, Säbel Mannschaft Herren
Amsterdam 1928: Gold, Säbel Einzel Herren
- Ödön Téry, Turnen (0-1-0)
Stockholm 1912: Silber, Mehrkampf Mannschaft Herren
- Endre Tilli, Fechten (0-0-2)
Helsinki 1952: Bronze, Florett Mannschaft Herren
Melbourne 1956: Bronze, Florett Mannschaft Herren
- István Timár, Kanu (0-1-1)
Mexiko-Stadt 1968: Silber, Zweier-Kajak 1000 m Herren
Mexiko-Stadt 1968: Bronze, Vierer-Kajak 1000 m Herren
- András Törő, Kanu (0-0-1)
Rom 1960: Bronze, Zweier-Canadier 1000 m Herren
- Ferenc Török, Moderner Fünfkampf (2-0-1)
Tokio 1964: Bronze, Mannschaft Herren
Tokio 1964: Gold, Einzel Herren
Mexiko-Stadt 1968: Gold, Mannschaft Herren
- Gábor Török, Fußball (0-0-1)
Rom 1960: Bronze, Herren
- Gyula Török, Boxen (1-0-0)
Rom 1960: Gold, Fliegengewicht Herren
- Ottó Török, Moderner Fünfkampf (0-0-1)
Tokio 1964: Bronze, Mannschaft Herren
- Olga Törös, Turnen (0-0-1)
Berlin 1936: Bronze, Mehrkampf Mannschaft Damen
- Béla von Las-Torres, Schwimmen (0-1-0)
London 1908: Silber, 4 × 200 m Freistil Herren
- Annamária Tóth, Leichtathletik (0-0-1)
Mexiko-Stadt 1968: Bronze, Fünfkampf Damen
- Borbála Tóth Harsányi, Handball (0-0-1)
Montreal 1976: Bronze, Damen
- Dávid Tóth, Kanu (0-1-0)
London 2012: Silber, Vierer-Kajak 1000 m Herren
- Ferenc Tóth, Ringen (0-0-1)
London 1948: Bronze, gr.-röm. Federgewicht Herren
- Géza Tóth, Gewichtheben (0-1-0)
Tokio 1964: Silber, Leichtschwergewicht Herren
- Gyula Tóth, Ringen (0-0-1)
Melbourne 1956: Bronze, gr.-röm. Federgewicht Herren
- István Tóth, Ringen (0-1-0)
Moskau 1980: Silber, gr.-röm. Federgewicht Herren
- Judit Tóth, Turnen (0-0-1)
Berlin 1936: Bronze, Mehrkampf Mannschaft Damen
- Kálmán Tóth, Fußball (0-1-0)
München 1972: Silber, Herren
- Krisztián Tóth, Judo (0-0-1)
Tokio 2020: Bronze, Mittelgewicht Herren
- Lajos Tóth, Turnen (0-0-1)
London 1948: Bronze, Mehrkampf Mannschaft Herren
- Péter Tóth, Fechten (2-0-0)
London 1908: Gold, Säbel Mannschaft Herren
Stockholm 1912: Gold, Säbel Mannschaft Herren
- Sándor Tótka, Kanu (1-1-0)
Tokio 2020: Gold, Einer-Kajak 200 m Herren
Paris 2024: Silber, Zweier-Kajak 500 m Herren
- Gábor Totola, Fechten (0-1-0)
Barcelona 1992: Silber, Degen Mannschaft Herren
- Géza Tuli, Turnen (0-1-0)
Stockholm 1912: Silber, Mehrkampf Mannschaft Herren
- György Tumpek, Schwimmen (0-0-1)
Melbourne 1956: Bronze, 200 m Schmetterling Herren
- József Tuncsik, Judo (0-0-1)
Montreal 1976: Bronze, Leichtgewicht Herren
- József Tunyogi, Ringen (0-0-1)
Los Angeles 1932: Bronze, Freistil Mittelgewicht Herren
- Katalin Tuschák, Fechten (0-0-1)
Seoul 1988: Bronze, Florett Mannschaft Damen

### U
- István Udvardi, Wasserball (0-0-1)
Moskau 1980: Bronze, Herren
- Jenő Uhlyárik, Fechten (0-1-0)
Paris 1924: Silber, Säbel Mannschaft Herren
- Miklós Ungvári, Judo (0-1-0)
London 2012: Silber, Halbleichtgewicht Herren
- János Urányi, Kanu (1-0-0)
Melbourne 1956: Gold, Zweier-Kajak 10.000 m Herren

### V
- Mária Vadász, Handball (0-0-1)
Montreal 1976: Bronze, Damen
- Attila Vajda, Kanu (1-0-1)
Athen 2004: Bronze, Einer-Canadier 1000 m Herren
Peking 2008: Gold, Einer-Canadier 1000 m Herren
- Vanda Vályi, Wasserball (0-0-1)
Tokio 2020: Bronze, Damen
- István Vámos, Turnen (0-0-1)
Moskau 1980: Bronze, Mehrkampf Mannschaft Herren
- Márton Vámos, Wasserball (0-0-1)
Tokio 2020: Bronze, Herren
- János Váradi, Boxen (0-0-1)
Moskau 1980: Bronze, Fliegengewicht Herren
- Béla Várady, Fußball (0-1-0)
München 1972: Silber, Herren
- Géza Varasdi, Leichtathletik (0-0-1)
Helsinki 1952: Bronze, 4 × 100 m Herren
- Ádám Varga, Kanu (0-2-0)
Tokio 2020: Silber, Einer-Kajak 1000 m Herren
Paris 2024: Silber, Einer-Kajak 1000 m Herren
- Béla Varga, Ringen (0-0-1)
Stockholm 1912: Bronze, gr.-röm. Halbschwergewicht Herren
- Dániel Varga, Wasserball (1-0-0)
Peking 2008: Gold, Herren
- Dénes Varga, Wasserball (1-0-1)
Peking 2008: Gold, Herren
Tokio 2020: Bronze, Herren
- Ferenc Varga, Kanu (0-0-1)
Helsinki 1952: Bronze, Zweier-Kajak 10.000 m Herren
- János Varga, Ringen (1-0-0)
Mexiko-Stadt 1968: Gold, gr.-röm. Bantamgewicht Herren
- Károly Varga, Schießen (1-0-0)
Moskau 1980: Gold, Kleinkaliber liegend Herren
- Tamás Varga, Wasserball (1-0-0)
Peking 2008: Gold, Herren
- Zoltán Varga, Fußball (1-0-0)
Tokio 1964: Gold, Herren
- Zsolt Varga, Wasserball (1-0-0)
Sydney 2000: Gold, Herren
- Pál Várhidi, Fußball (0-0-1)
Rom 1960: Bronze, Herren
- Attila Vári, Wasserball (2-0-0)
Sydney 2000: Gold, Herren
Athen 2004: Gold, Herren
- Vilmos Varjú, Leichtathletik (0-0-1)
Tokio 1964: Bronze, Kugelstoßen Herren
- Ferenc Várkõi, Turnen (0-0-1)
London 1948: Bronze, Mehrkampf Mannschaft Herren
- József Várszegi, Leichtathletik (0-0-1)
London 1948: Bronze, Speerwurf Herren
- István Vaskuti, Kanu (1-0-0)
Moskau 1980: Gold, Zweier-Canadier 500 m Herren
- Péter Vépi, Fußball (0-1-0)
München 1972: Silber, Herren
- Albán Vermes, Schwimmen (0-1-0)Finale
Moskau 1980: Silber, 200 m Brust Herren
- Krisztián Veréb, Kanu (0-0-1)
Sydney 2000: Bronze, Zweier-Kajak 1000 m Herren
- Ákos Vereckei, Kanu (2-0-0)
Sydney 2000: Gold, Vierer-Kajak Herren
Athen 2004: Gold, Vierer-Kajak Herren
- Győző Veres, Gewichtheben (0-0-2)
Rom 1960: Bronze, Mittelgewicht Herren
Tokio 1964: Bronze, Leichtschwergewicht Herren
- Zoltán Verrasztó, Schwimmen (0-1-1)
Moskau 1980: Silber, 200 m Rücken Herren
Moskau 1980: Bronze, 400 m Lagen Herren
- József Vértesy, Wasserball (1-1-0)
Amsterdam 1928: Silber, Herren
Los Angeles 1932: Gold, Herren
- Csaba Vidács, Fußball (0-1-0)
München 1972: Silber, Herren
- Oszkár Vilezsál, Fußball (0-0-1)
Rom 1960: Bronze, Herren
- Zsigmond Villányi, Moderner Fünfkampf (0-1-0)
München 1972: Silber, Mannschaft Herren
- Erzsébet Viski, Kanu (0-2-0)
Sydney 2000: Silber, Vierer-Kajak 500 m Damen
Athen 2004: Silber, Vierer-Kajak 500 m Damen
- György Vízvári, Wasserball (1-0-0)
Helsinki 1952: Gold, Herren
- Soma Vogel, Wasserball (0-0-1)
Tokio 2020: Bronze, Herren
- Eszter Voit, Turnen (0-0-1)
Berlin 1936: Bronze, Mehrkampf Mannschaft Damen
- Zoltán von Halmay, Schwimmen (2-4-1)
Paris 1900: Silber, 200 m Freistil Herren
Paris 1900: Bronze, 1000 m Freistil Herren
Paris 1900: Silber, 4000 m Freistil Herren
St. Louis 1904: Gold, 50 yds Freistil Herren
St. Louis 1904: Gold, 100 yds Freistil Herren
London 1908: Silber, 100 m Freistil Herren
London 1908: Silber, 4 × 200 m Freistil Herren
- Zsuzsanna Vörös, Moderner Fünfkampf (1-0-0)
Athen 2004: Gold, Einzel Damen

### W
- András Wanié, Schwimmen (0-0-1)
Los Angeles 1932: Bronze, 4 × 200 m Freistil Herren
- Richárd Weisz, Ringen (1-0-0)
London 1908: Gold, gr.-röm. Schwergewicht Herren
- Lajos Werkner, Fechten (2-0-0)
London 1908: Gold, Säbel Mannschaft Herren
Stockholm 1912: Gold, Säbel Mannschaft Herren
- Tamás Wichmann, Kanu (0-2-1)
Mexiko-Stadt 1968: Silber, Zweier-Canadier 1000 m Herren
München 1972: Silber, Einer-Canadier 1000 m Herren
Montreal 1976: Bronze, Einer-Canadier 1000 m Herren
- Károly Wieland, Kanu (0-0-1)
Melbourne 1956: Bronze, Zweier-Canadier 1000 m Herren
- Sándor Wladár, Schwimmen (1-0-0)
Moskau 1980: Gold, 200 m Rücken Herren

### Z
- Imre Zachár, Schwimmen (0-1-0)
London 1908: Silber, 4 × 200 m Freistil Herren
- Ervin Zádor, Wasserball (1-0-0)
Melbourne 1956: Gold, Herren
- Attila Záhonyi, Schießen (0-0-1)
Seoul 1988: Bronze, Kleinkaliber Liegend Herren
- József Zakariás, Fußball (1-0-0)
Helsinki 1952: Gold, Herren
- Mária Zakariás, Kanu (0-0-1)
Moskau 1980: Bronze, Zweier-Kajak 500 m Damen
- György Zala, Kanu (0-0-2)
Barcelona 1992: Bronze, Einer-Canadier 1000 m Herren
Atlanta 1996: Bronze, Einer-Canadier 1000 m Herren
- Gergő Zalánki, Wasserball (0-0-1)
Tokio 2020: Bronze, Herren
- László Zarándi, Leichtathletik (0-0-1)
Helsinki 1952: Bronze, 4 × 100 m Herren
- Róbert Zimonyi, Rudern (0-0-1)
London 1948: Bronze, Zweier mit Steuermann Herren
- Ödön Zombori, Ringen (1-1-0)
Los Angeles 1932: Silber, Freistil Bantamgewicht Herren
Berlin 1936: Gold, Freistil Bantamgewicht Herren
- Tamasné Zsembery, Handball (0-1-0)
Sydney 2000: Silber, Damen
- Béla Zsitnik, Rudern (0-0-1)
London 1948: Bronze, Zweier mit Steuermann Herren
- Gyula Zsivótzky, Leichtathletik (1-2-0)
Rom 1960: Silber, Hammerwurf Herren
Tokio 1964: Silber, Hammerwurf Herren
Mexiko-Stadt 1968: Gold, Hammerwurf Herren
- Béla Zulawszky, Fechten (0-1-0)
London 1908: Silber, Säbel Einzel Herren

## Referenzen
- Rózsaligeti László: Magyar olimpiai lexikon 1896–2002. Budapest: Helikon. 2004. ISBN 963-208-835-2
- sports-reference.com